# Ubuntu

Логотип Ubuntu «Круг друзей»

Ubuntu (МФА [ʊˈbʊntuː]; от зулу ubuntu — «человечность»; «Убу́нту») — дистрибутив GNU/Linux, основанный на Debian GNU/Linux. Основным разработчиком и спонсором является компания Canonical. В настоящее время проект активно развивается и поддерживается свободным сообществом.

## Общие сведения
По утверждениям Canonical, Ubuntu используется примерно 20 миллионами пользователей по всему миру. Он является 1-м в списке самых популярных дистрибутивов GNU/Linux для веб-серверов. По количеству пользователей, посетивших сайт DistroWatch.com (на 2017 год), занимает 4-е место.
Обычно новые версии дистрибутива выходят каждые полгода и поддерживаются обновлениями безопасности в течение 9 месяцев (начиная с версии 13.04, до этого поддержка осуществлялась в течение полутора лет).
Версии LTS, выпускаемые раз в 2 года, поддерживаются в течение 5 лет — как серверные, так и десктопные варианты. (До версии 12.04 LTS срок поддержки для десктопных LTS-версий составлял 3 года.) На другие дистрибутивы LTS семейства Ubuntu действует полная поддержка в 3 года, а для основы системы (ядро, Xorg и прочие компоненты) — 5 лет.
Ubuntu поставляется с подборкой программного обеспечения для серверов и рабочих станций. Она устанавливается на настольные персональные компьютеры с помощью Live CD (версия Desktop) (возможно использование DVD и USB накопителей). Ранее присутствовала возможность использования текстового установщика (версия Alternate, предоставлялась до версии Ubuntu 12.04.2) и предоставлялись отдельные версии для CD- и DVD-дисков. В последней присутствовали несколько бо́льшие возможности — начиная от установки не только в графическом, но и в текстовом режимах, загрузки в режиме восстановления системы и заканчивая полной локализацией и бо́льшим количеством пакетов на диске. Есть версии для официально поддерживаемых архитектур, таких как i386 (до 20.04; в LTS — до 18.04), AMD64, ARM. Кроме того, с 2013 года начата разработка специальной версии Ubuntu для смартфонов на архитектуре ARM и x86.
Существует редакция Ubuntu Core, которая может работать на IoT-устройствах и роботах.

## История и разработка

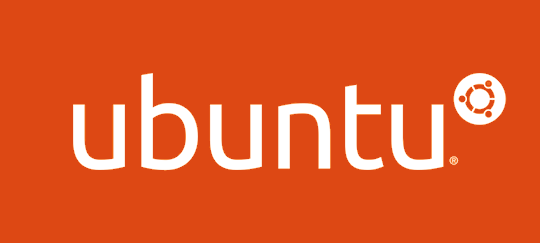

Первоначальным именем проекта Ubuntu было No-Name-Yet («пока ещё нет имени»).

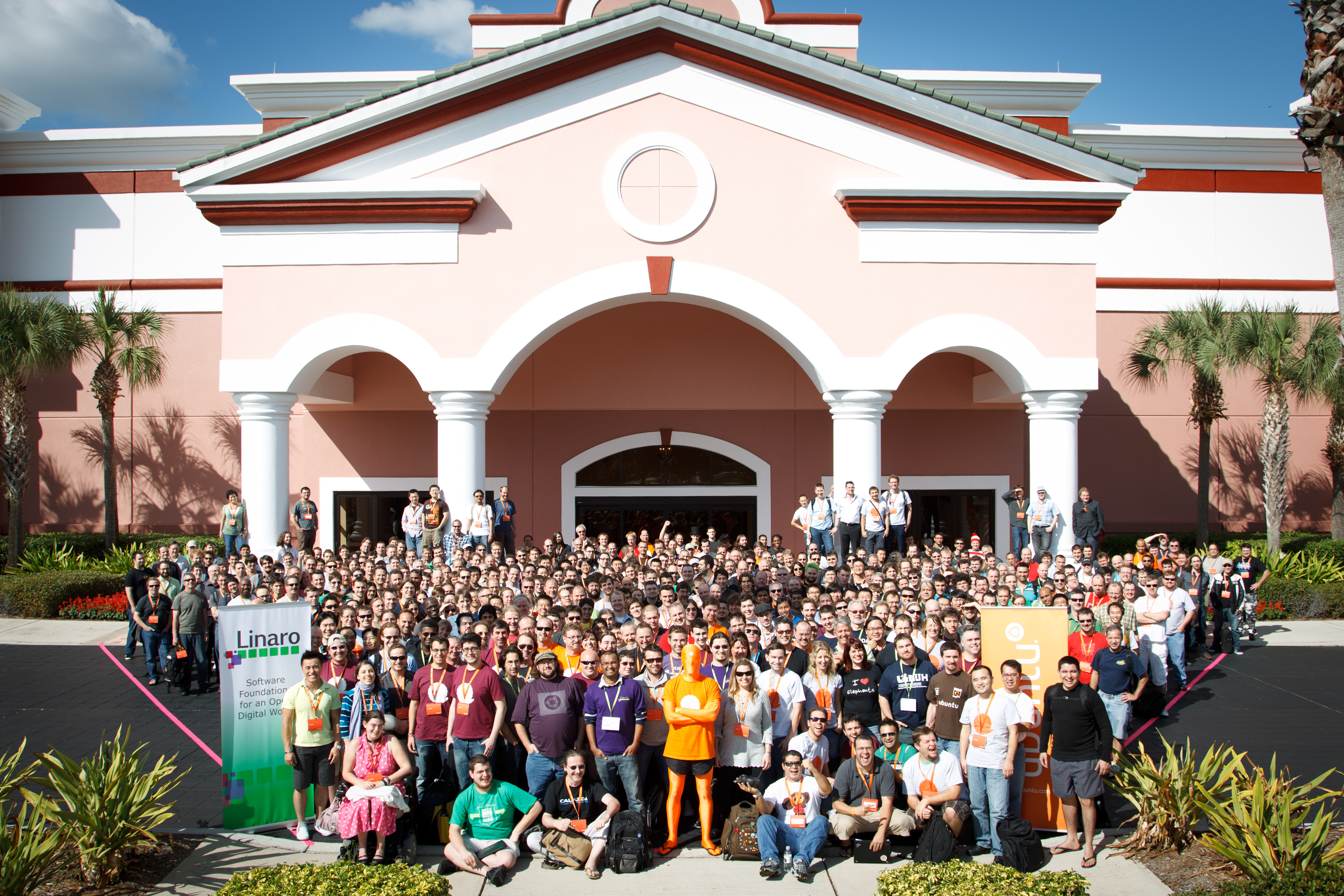
Разработчики Ubuntu 12.04

Логотип Ubuntu с 2004 года по 2010 год.

Логотип Ubuntu с 2010 года по 2022 год.

Изначально Ubuntu создавалась как временное ответвление от Debian GNU/Linux с целью регулярно выпускать новую версию операционной системы каждые шесть месяцев.
В отличие от других ответвлений Debian общего назначения, таких как Xandros, Linspire и Libranet, Canonical осталась близка к философии Debian и включает в Ubuntu в основном свободное программное обеспечение вместо того, чтобы частично положиться на несвободные добавления. Пакеты Ubuntu по большей части базируются на пакетах из нестабильной (unstable) группы пакетов Debian GNU/Linux. В Ubuntu используется Advanced Packaging Tool от Debian для управления установленными пакетами. Тем не менее, пакеты для Ubuntu и Debian GNU/Linux не обязательно совместимы друг с другом. Некоторые разработчики Ubuntu также занимаются ключевыми пакетами Debian GNU/Linux, поэтому в случае внесения изменений в собираемые программы они вносятся в оба проекта. Однако в апреле 2005 основатель Debian GNU/Linux Ян Мёрдок критиковал Ubuntu за несовместимость с пакетами Debian GNU/Linux, говоря, что Ubuntu слишком далеко отклонился от Debian Sarge, чтобы остаться совместимым.
Ubuntu в настоящее время финансируется Марком Шаттлвортом и основанной им компанией Canonical. 8 июля 2005 Canonical объявила о создании Ubuntu Foundation и обеспечила начальное инвестирование в размере 10 миллионов долларов. Цель фонда состоит в том, чтобы гарантировать поддержку и развитие для всех будущих версий Ubuntu, но на 2009 год фонд оставался незадействованным. Шаттлворт описывает его как чрезвычайный фонд на чёрный день.
Начиная с версии 11.04 «Natty Narwhal», которая вышла 28 апреля 2011 года, стандартная для Ubuntu Desktop Edition среда рабочего стола GNOME заменена на Unity, разрабатываемую компанией Canonical, а в следующих версиях X.Org Server будет заменён на Mir. Также изменена система наименований дистрибутивов Ubuntu: Ubuntu Netbook Edition и Ubuntu Desktop Edition слиты в одну версию, называемую просто «Ubuntu» (без слова «Edition»), в свою же очередь Ubuntu Server Edition тоже лишился этого слова и теперь это просто «Ubuntu Server».
13 октября 2011 года выпущена версия Ubuntu — 11.10 «Oneiric Ocelot». Ubuntu Software Center представлен в новом, более привлекательном интерфейсе, каждое приложение имеет общий рейтинг, состоящий из пяти звёзд, а сам Software Center портирован на GTK 3. Из нововведений также новый экран входа в систему LightDM. По сравнению с предыдущим менеджером GDM, новый работает значительно быстрее, основан на HTML и Java. Интерфейсом по умолчанию (как и в предыдущем релизе) является более доработанный и улучшенный Unity (и Unity 2D для маломощных компьютеров), GNOME в стандартную установку не входит. Почтовый клиент Evolution заменён на Thunderbird 7. Новый Центр управления стал проще и всё больше напоминает стиль Mac OS.
26 апреля 2012 года выпущена новая версия Ubuntu — 12.04 LTS «Precise Pangolin».
Стандартное окружение рабочего стола по-прежнему Unity, но теперь уже усовершенствованная строкой для поиска пунктов меню запущенных приложений HUD.
В качестве плеера по умолчанию установлен Rhythmbox вместо Banshee. В состав данной версии включены следующие компоненты:
GNOME 3.4.1, Firefox 11, LibreOffice 3.5.2, Thunderbird 11 и др.
Есть планы относительно ветки Ubuntu под кодовым именем «Grumpy Groundhog». Запланировано, что она будет оставаться ветвью для развития и испытаний, использующей код непосредственно из системы контроля версий, в которой хранится самый актуальный исходный код. Это позволит опытным пользователям и разработчикам проверять версии отдельных программ «с точностью до минуты» без необходимости самим создавать пакеты, как если бы они появились для распространения уже сегодня; планируется заранее предупреждать об ошибках сборки на различных архитектурах.
По данным DistroWatch, в 2011 году Ubuntu уступила лидерство другим дистрибутивам — в первую очередь, Linux Mint. Отчасти это связывают с отказом от традиционного интерфейса GNOME и переходом на Unity.
13 апреля 2017 вышла версия 17.04, которая получила название Zesty Zapus. К основным изменениям можно отнести включение интерфейса Unity 8 — последней версии разработки данного интерфейса. Несколькими днями ранее было анонсировано, что Canonical возвращается к использованию GNOME.
В Ubuntu 17.10, была прекращена поддержка i386-процессоров, но версия для i386-процессоров могла быть установлена с Minimal CD или посредством обновления с предыдущих версий. В Ubuntu 17.10 также стала использоваться Wayland вместо Xorg, но в Ubuntu 18.04 LTS снова стала использоваться Xorg.
В Ubuntu 20.04 поддержка 32 битных процессоров прекращена окончательно.

### Ubuntu Netbook Edition

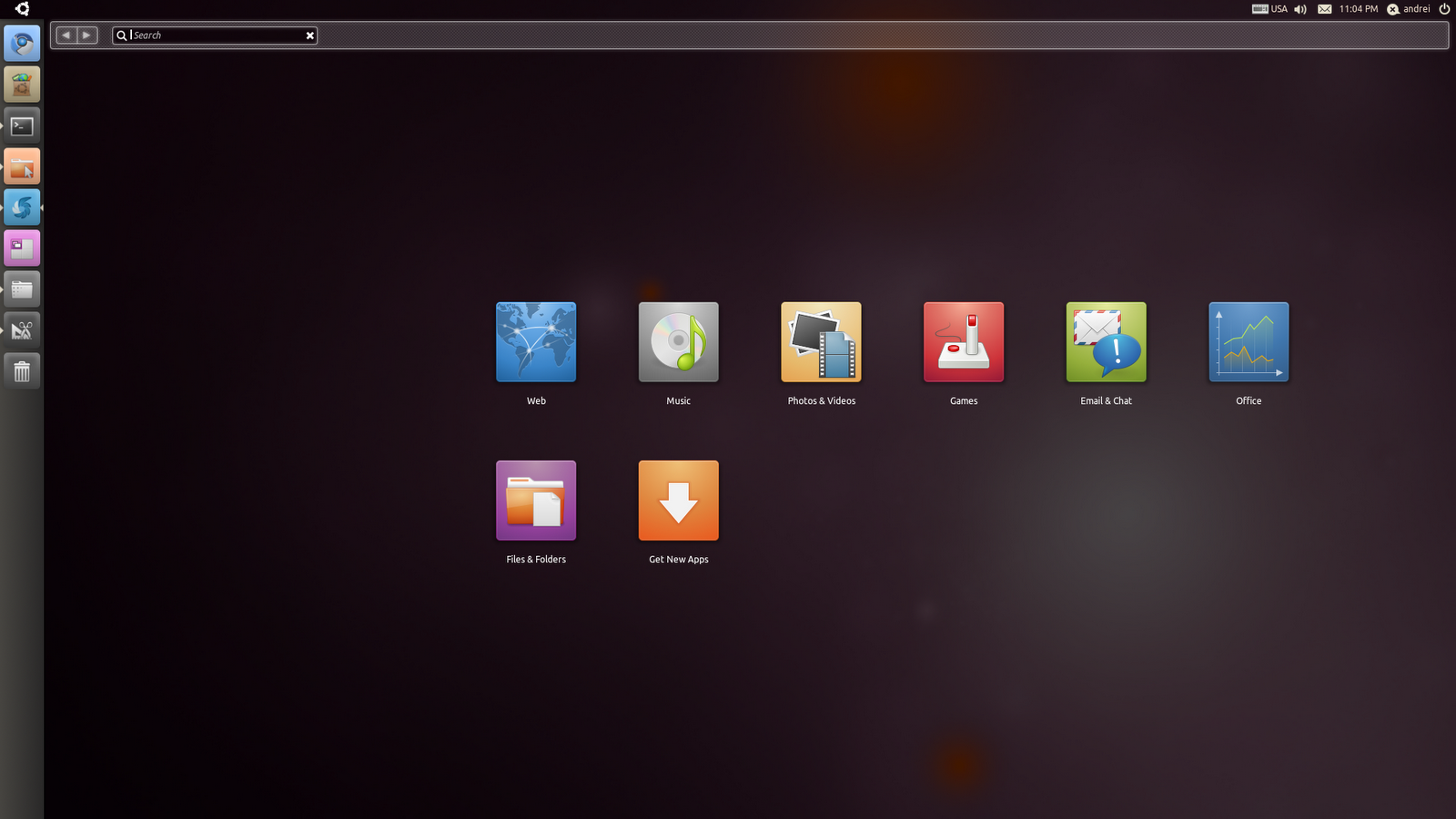
Ubuntu Netbook 10.10

В выпуске 9.04 (Jaunty) была представлена специальная версия Ubuntu под названием Ubuntu Netbook Remix, адаптированная для работы на устройствах с невысоким разрешением экрана. В ней использовался специальный интерфейс, основанный на панели GNOME и оконном менеджере Metacity, ранее уже применявшийся в форках Ubuntu 8.10 (Intrepid), в частности, в Eeebuntu. Ubuntu Netbook Remix включал также некоторые специфические приложения, например, Cheese.
В выпуске 10.10 (Manevrick) версия Ubuntu для нетбуков была переименована в Ubuntu Netbook Edition, в ней впервые внедрена оболочка Unity.
Поскольку Ubuntu Desktop Edition, начиная с версии 11.04, также использует оболочку Unity, было решено объединить обе версии.

## Особенности
Ubuntu ориентирована на удобство и простоту использования. Она включает широко распространённое использование утилиты sudo, которая позволяет пользователям выполнять администраторские задачи, не запуская потенциально опасную сессию суперпользователя.
Ubuntu, кроме того, имеет развитую интернационализацию, обеспечивающую максимальную доступность для представителей разных языковых групп. С версии 5.04 кодировкой по умолчанию является UTF-8.
Ubuntu для работы рекомендуется иметь от 4 гигабайт RAM и при установке на жёсткий диск — от пяти гигабайт свободного пространства, а предельно минимальные требования гораздо ниже.
Ubuntu (до версии 11.04) была основана на среде рабочего стола GNOME, которая разработана, чтобы обеспечить свободный, простой и интуитивный интерфейс, предлагая полный диапазон современных настольных приложений. Помимо тех приложений, которые включены в GNOME, Ubuntu выходит с дополнительным программным обеспечением, включая LibreOffice (OpenOffice.org до версии 11.04), веб-браузер Mozilla Firefox.
Версия 6.06 и более поздние объединяют Live CD и установочный CD в один компакт-диск. Этот диск загружает рабочий стол со всеми возможностями, давая пользователям возможность узнать, поддерживаются ли их аппаратные средства, и экспериментировать с доступными приложениями, и уже затем устанавливать Ubuntu на жёсткий диск, используя графический инсталлятор Ubiquity («вездесущность»). Однако можно перейти непосредственно к установке. Инсталляционный процесс сохраняет документы, созданные на «живом» рабочем столе. Альтернативная установка, использующая debian-installer, доступна для скачивания и нацелена на людей, разбирающихся в системе на более глубоком уровне, администраторов, устанавливающих много систем, и для сложного разбиения дисков, включая использование LVM или RAID, а также для установки с объёмом оперативной памяти менее 192 мегабайт. Также в дистрибутив входит программа создания загрузочного Live USB на базе USB Flash-диска, обладающего всеми возможностями Live CD и установочного CD. Это удобно для использования, например, на нетбуках. Однако на старых компьютерах не всегда есть опция загрузки с USB-флеш-накопителя.
Пользовательский интерфейс по умолчанию в ранних версиях характеризовался оттенками коричневого и оранжевого цветов. Ubuntu имеет дополнительный пакет, названный ubuntu-calendar, который загружает новые обои, соответствующие коричневой цветовой теме, каждый месяц. В прошлом на этих обоях присутствовали частично обнажённые люди, поэтому они критиковались как рискованные. Это приводило к созданию таких прозвищ, как «Linuxxx». В интерфейсе Ubuntu проведён ребрендинг, заметный с версии 10.04: изменён логотип, цветовая гамма изменена с оттенков коричневого и оранжевого в сторону чёрного и фиолетового. По мнению некоторых пользователей, новый интерфейс Ubuntu стал напоминать интерфейс Mac OS X.
При разработке компонентов Ubuntu активно используется язык программирования Python.

## Выпуски
| Версия | Кодовое имя     | Дата выхода | Окончание поддержки | Окончание приватной поддержки (ESM) |
| --- | --------------- | ----------- | ------------------- | ----------------------------------- |
| 14.04 LTS | Trusty Tahr     | 2014-04-17  | 2019-04             | 2026-04                             |
| 16.04 LTS | Xenial Xerus    | 2016-04-21  | 2021-04             | 2028-04                             |
| 18.04 LTS | Bionic Beaver   | 2018-04-26  | 2023-06             | 2030-04                             |
| 20.04 LTS | Focal Fossa     | 2020-04-23  | 2025-04             | 2032-04                             |
| 22.04 LTS | Jammy Jellyfish | 2022-04-21  | 2027-04             | 2034-04                             |
| 24.04 LTS | Noble Numbat    | 2024-04-25  | 2029-04             | 2036-04                             |
| Легенда:Старая версия, не поддерживаетсяСтарая поддерживаемая версияТекущая версияТестовая версияБудущая версия |                 |             |                     |                                     |

Каждый релиз имеет кодовое имя и версию, основанную на годе и месяце выхода. Кодовые имена версий состоят из двух английских слов: прилагательного и названия животного, начинающихся на одну и ту же букву. Первые буквы слов кодового имени меняются в соответствии с латинским алфавитом.
Релизы, помеченные как LTS (англ. Long Term Support; «поддержка в течение длительного периода») поддерживаются Canonical дольше, чем большинство релизов Ubuntu: публичная поддержка доступна всем пользователям, приватная (ESM) — по подписке. Обновление пакетов, начиная с версии 12.04, запланировано в течение пяти лет, с платной технической поддержкой от Canonical на этот период. Также периодически выпускаются обновлённые релизы LTS-версий, имеющие то же кодовое имя, но отличающиеся дополнительной цифрой после номера версии.

## Классификация пакетов и поддержка

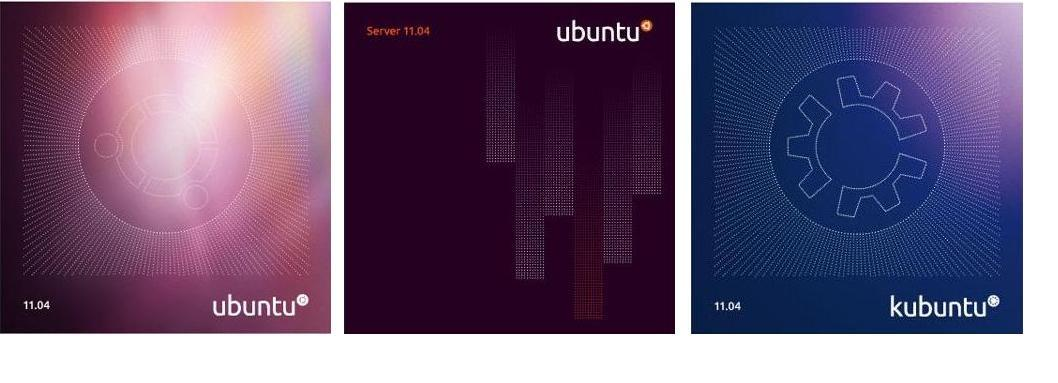
Диски Ubuntu 11.04 (слева направо): Desktop Edition, Server Edition и Kubuntu

В Ubuntu всё программное обеспечение делится на четыре секции, называемые компонентами, чтобы отразить разницу в лицензии и уровне доступной поддержки.
Пакеты распределяются по компонентам таким образом:
|                  | Свободное ПО | Несвободное ПО |
| Поддерживаемое   | Main         | Restricted     |
| Неподдерживаемое | Universe     | Multiverse     |

Main и Universe содержат программное обеспечение, которое отвечает требованиям лицензии Ubuntu, которые примерно соответствуют принципам свободного программного обеспечения в Debian.
Пакеты с несвободным программным обеспечением для Ubuntu обычно не поддерживаются, но некоторые исключения (Restricted) сделаны для важного несвободного программного обеспечения типа несвободных драйверов устройств, без которых пользователи могли бы иметь сложности при запуске Ubuntu на их системе, особенно несвободных драйверов графических карт, например, для популярных Nvidia и ATI. Уровень поддержки ограничен по сравнению с Main, поскольку разработчики могут не иметь доступа к исходному тексту.
Ubuntu Backport является официальным проектом для бэкпортирования более новых версий определённого программного обеспечения, которое доступно только в нестабильных версиях Ubuntu. Репозиторий не является всесторонним; он в основном состоит из требующихся для пользователей и одобренных пакетов.
Программное обеспечение, проприетарное, но без ограничений на распространение, включается в репозиторий Multiverse.
Например, Multiverse содержит пакет «ubuntu-restricted-extras», — набор обычно используемых проприетарных
мультимедиа кодеков, Flash-плагин, JRE и набор шрифтов Windows.
Некоторые примеры программного обеспечения, не распространяемого с Ubuntu:
- Программное обеспечение, которое позволяет воспроизведение CSS — скремблированных видео DVD, из-за сомнительного правового статуса libdvdcss, расшифровывающей DVD библиотеки, в некоторых частях мира.

Неофициальные утилиты, такие как Ultamatix, стремятся автоматизировать установку и конфигурацию программного обеспечения, которое официально не упаковано для Ubuntu.
Ubuntu имеет систему сертификации для стороннего проприетарного программного обеспечения, и Canonical управляет специальным репозиторием для этих пакетов, который называется Partner.
В то время, как пакеты программ в Multiverse не имеют ограничений на распространение, Partner-репозиторий включает программное обеспечение, на которое Canonical получило разрешение на распространение.
На данный момент, этот репозиторий включает Adobe Reader, Adobe Flash Player, Oracle Java, Skype и несколько других пакетов.

## Бесплатные диски
«ShipIt» — сервис фирмы «Canonical Ltd.», занимавшийся рассылкой дисков CD с ОС Ubuntu бесплатно (без учёта местных налогов) по запросу и работавший с 2005 по 2011 годы. 21 октября 2009 года было объявлено о прекращении рассылки дисков лицам, которые по мнению Canonical могут получить Ubuntu иными способами. 5 апреля 2011 года было объявлено о закрытии сервиса. В рамках нового сервиса «ShipIt-lite» Canonical продолжила рассылку дисков группам LoCo. Группы LoCo (от англ. local communities) — местные группы пользователей Ubuntu, прошедшие регистрацию в фирме Canonical.

## Дистрибутивы Linux, основанные на Ubuntu

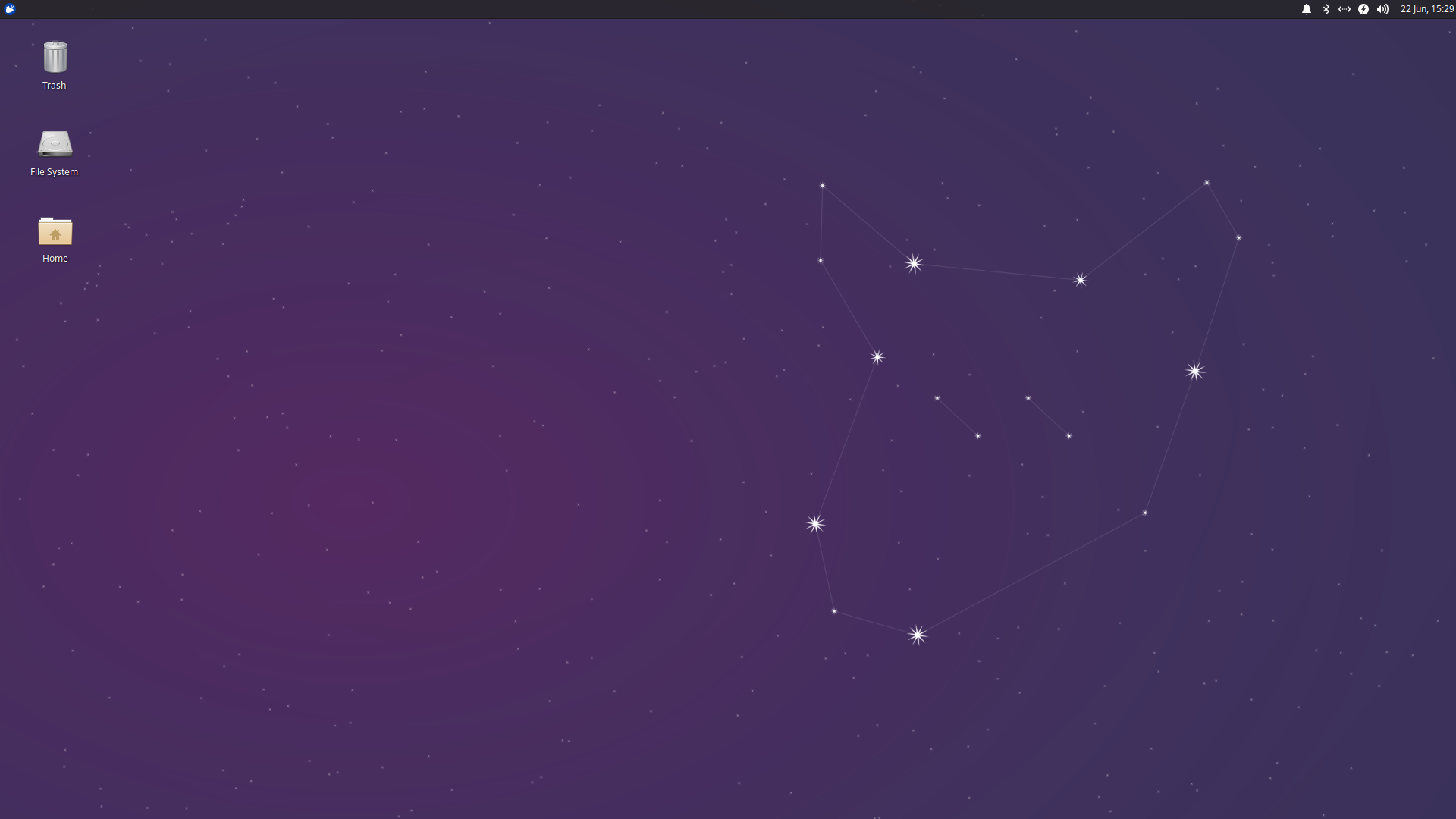
Рабочий стол по умолчанию в Xubuntu 20.04

В соответствии с правилами использования марки Ubuntu, Canonical признаются 2 разновидности дистрибутивов, основанных на Ubuntu:
- Дистрибутив, основанный на Ubuntu (Ubuntu Derivative Distribution): дистрибутив, имеющий заметные отличия от Ubuntu. Из них поддерживаются только дистрибутивы, получившие статус официально поддерживаемых Canonical. По другим дистрибутивам Canonical не несёт обязательств и не гарантирует совместимости с Ubuntu.
- Сборка Ubuntu (Ubuntu Remix): дистрибутив, основанный на Ubuntu и не имеющий значительных отличий от неё. Отличия могут касаться набора программ, установленных по умолчанию, настроек и т. д. Обязательными условиями получения статуса сборки являются обеспечение полной совместимости с Ubuntu, использование официальных пакетов, находящихся в репозитории Ubuntu, некоммерческий характер дистрибутива и др. Сборки всегда имеют в названии слово Ubuntu, уточнение назначения сборки и слово Remix, например: Ubuntu Russian Remix — сборка Ubuntu, созданная для удобного использования Ubuntu на офисных и домашних компьютерах русскоговорящих пользователей[89].

### Дистрибутивы, официально поддерживаемые Canonical
| Дистрибутив   | Описание | Графическая среда по умолчанию |
| ------------- | --- | --- |
| Ubuntu Server | Серверная версия операционной системы. | Нет |
| Ubuntu Core   | Неделимый монолитный образ базовой системы, адаптированный для применения на устройствах интернета вещей (IoT)                                 | По умолчанию отсутствует. Опционально доступны Xorg/GNOME, Wayland/GNOME |
| Ubuntu GNOME  | Дистрибутив Ubuntu с рабочим столом GNOME по умолчанию. Начиная с версии 17.10, переименован в Vanilla-Gnome-Desktop, доступный через netboot. | Свежий GNOME (некоторые компоненты по техническим причинам остаются старыми), однако доступен PPA от создателей дистрибутива, в котором Gnome полностью новый, а также PPA со следующей версией Gnome. |

### Дистрибутивы, поддерживаемые сообществом
| Логотип | Дистрибутив     | Описание                                                                                                | Графическая среда по умолчанию                                                                              | Предустановленные графические среды в систему           |
| ------- | --------------- | --- | --- | ------------------------------------------------------- |
|         | Kubuntu         | Дистрибутив Ubuntu с рабочим столом KDE по умолчанию.                                                   | KDE | KDE                                                     |
|         | Lubuntu         | Дистрибутив Ubuntu с рабочим столом LXQt (ранее LXDE) по умолчанию (разработан для слабых компьютеров). | LXQt (LXDE до версии 18.04)                                                                                 | LXQt                                                    |
|         | Xubuntu         | Дистрибутив Ubuntu с рабочим столом Xfce по умолчанию (также разработан для слабых компьютеров).        | Xfce | Xfce                                                    |
|         | Ubuntu Studio   | Дистрибутив для развёртывания медиастудий.                                                              | KDE Plasma (Xfce до версии 20.10)                                                                           | KDE Plasma (Xfce до версии 20.10)                       |
|         | Ubuntu Kylin    | Дистрибутив, адаптированный для жителей Китая.                                                          | Unity, UKUI (Начиная с 17.10).                                                                              | Unity (до релиза 17.10), UKUI (начиная с релиза 17.10). |
|         | Ubuntu Unity    | Дистрибутив Ubuntu с рабочим столом Unity 7 по умолчанию.                                               | Unity | Unity                                                   |
|         | Ubuntu MATE     | Дистрибутив Ubuntu с рабочим столом MATE по умолчанию (для слабых компьютеров).                         | MATE | MATE                                                    |
|         | Ubuntu Budgie   | Дистрибутив Ubuntu с рабочим столом Budgie.                                                             | Budgie | Budgie                                                  |
|         | Ubuntu Cinnamon | Дистрибутив Ubuntu с рабочим столом Cinnamon.                                                           | Cinnamon | Cinnamon                                                |
|         | Edubuntu        | Дистрибутив Ubuntu для образовательных учреждений                                                       | Gnome Shell (С 23.04), Unity (12.04-14.04), Gnome Flashback/Fallback (12.04-14.04), Gnome (до релиза 11.10) | Gnome-shell с сеансом Ubuntu (С релиза 23.04)           |

### Дистрибутивы, созданные третьими лицами
| Дистрибутив                      | Описание | Графическая среда по умолчанию |
| -------------------------------- | --- | ------------------------------ |
| ABC GNU/Linux                    | Дистрибутив для построения кластеров Beowulf. |                                |
| Asturix                          | Дистрибутив позиционируется как легкий, быстрый, интегрированный в социальные сети. | KDE                            |
| Aurora                           | Дистрибутив для ASUS EEE PC. | GNOME                          |
| Baltix                           | Литовский дистрибутив. | GNOME                          |
| Bodhi Linux                      | Минималистичный дистрибутив на базе Ubuntu. | Enlightenment, Moksha          |
| Elementary OS                    | Дистрибутив Elementary OS Jupiter на базе Ubuntu 10.10, в августе 2013 года вышла стабильная версия Elementary OS Luna на базе Ubuntu 12.04, разрабатываемый с особым вниманием к дизайну. | Pantheon                       |
| Icefeast Linux                   | Дистрибутив, разрабатываемый для новичков. В процессе разработки. | GNOME                          |
| GET-School GET-Teacher           | Дистрибутив на базе Kubuntu, разрабатываемый в рамках «школьного проекта LinuxWizard». | KDE                            |
| Fluxbuntu                        | Дистрибутив использует менеджер окон Fluxbox по умолчанию. Идеально подходит для малопроизводительных машин. | Fluxbox                        |
| Linux Lite OS                    | Дистрибутив Linux рассчитанный на устаревшее оборудование. Основан на Ubuntu и создан командой, руководимой Джерри Безенконом | Xfce                           |
| Linux Mint                       | Дистрибутив, основанный на Ubuntu. Отличается большим количеством предустановленных медиа-кодеков, Flash и Java, наличием окружения MATE, ответвления от Gnome 2, а также наличием Cinnamon — форка Gnome Shell, стилизованного под Gnome 2. | MATE, Cinnamon, KDE, Xfce      |
| Matuntu                          | Российский дистрибутив, основанный на Ubuntu. | MATE                           |
| nUbuntu                          | Дистрибутив для анализа сетевой безопасности. |                                |
| OpenGEU                          | Версия Ubuntu, использующая лёгкий оконный менеджер Enlightenment. | Enlightenment DR17             |
| Pop! OS                          | Дистрибутив Linux, основанный на Ubuntu и содержащий настраиваемую среду рабочего стола COSMIC. | COSMIC                         |
| Runtu                            | Российский дистрибутив. | GNOME, Xfce                    |
| Ubuntu Russian Remix             | Сборка, созданная для удобного использования Ubuntu на офисных и домашних компьютерах в России. | GNOME, Xfce                    |
| Ubuntu Christian Edition         | Сборка, созданная для пользователей-христиан. | GNOME, Unity                   |
| UbuntuDDE                        | Дистрибутив Ubuntu с рабочим столом Deepin Desktop Environment. | DDE                            |
| Ubuntu Sway Remix                | Версия Ubuntu, использующая мозаичный оконный менеджер Sway. | Sway                           |
| Ulteo                            | Дистрибутив, созданный Гаэлем Дювалем в 2007 году после увольнения из Mandriva. На данный момент дистрибутив заброшен | KDE                            |
| U-lite                           | Лёгкий и быстрый дистрибутив без DE. | Openbox                        |
| Sabily                           | Дистрибутив ориентирован на мусульманскую часть пользователей Ubuntu. | GNOME                          |
| Ubuntu Install Box               | Украинский дистрибутив с большим количеством предустановленного ПО. | Unity                          |
| Ubuntu DesktopPack               | Комплект дистрибутивов от официального партнера, компании UALinux, являющиеся расширенными версиями Ubuntu, Kubuntu, Xubuntu, Lubuntu. | Unity, GNOME, KDE, Xfce, LXDE  |
| Искра, Сиалия, Альтаир, Ксономи. | Дистрибутивы, выпущенные компанией Интегра-Л в рамках проекта «Синяя птица». Развлекательная платформа, деловая платформа, сервер и платформа для творчества соответственно. Также, в связи с 20-й годовщиной компании Blizzard, на базе Искра 11 выпустили дистрибутив SparkCraft, который содержит демоверсии StarCraft, WarCraft III и StarCraft2. А также множество фан-арта по этим играм. | GNOME 2                        |
| УСУ                              | Болгарский дистрибутив, созданный послужить начальной платформой для начинающих пользователей Линукса на домашних компьютерах в Болгарии. | KDE                            |

## Скриншоты

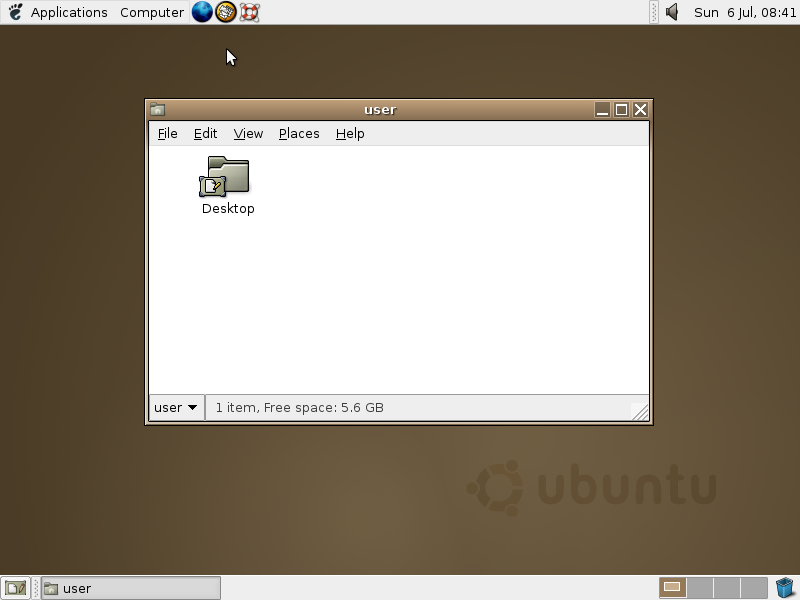
Ubuntu 4.10
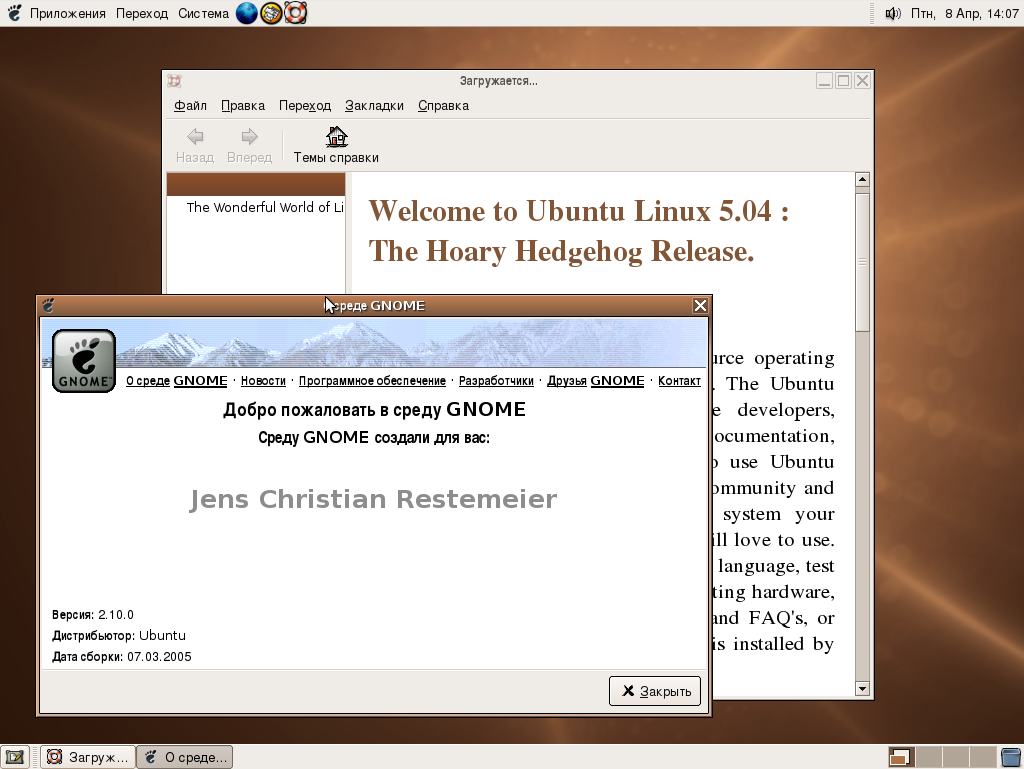
Ubuntu 5.04
Ubuntu 5.10
Ubuntu 6.06
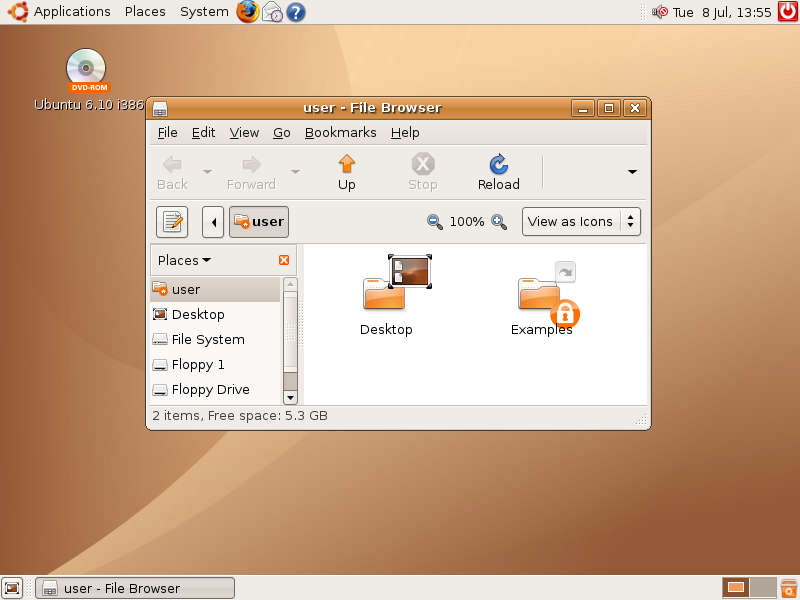
Ubuntu 6.10
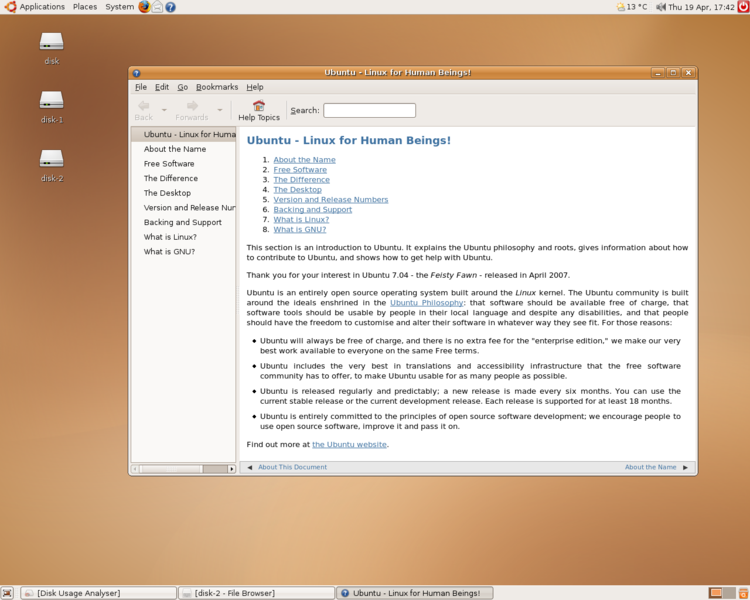
Ubuntu 7.04
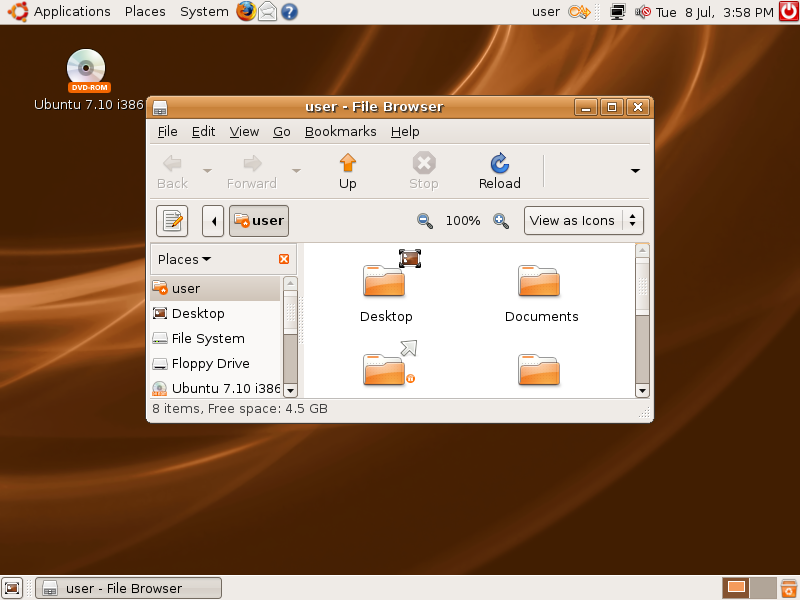
Ubuntu 7.10
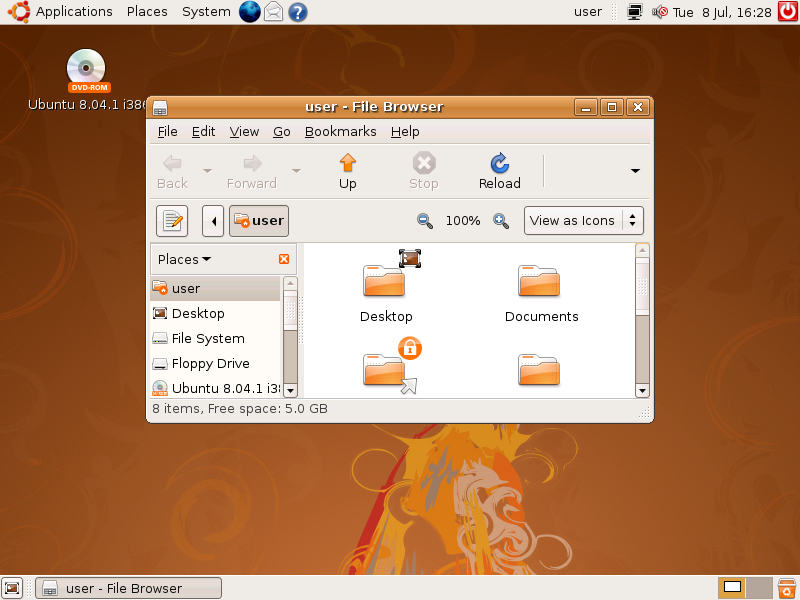
Ubuntu 8.04
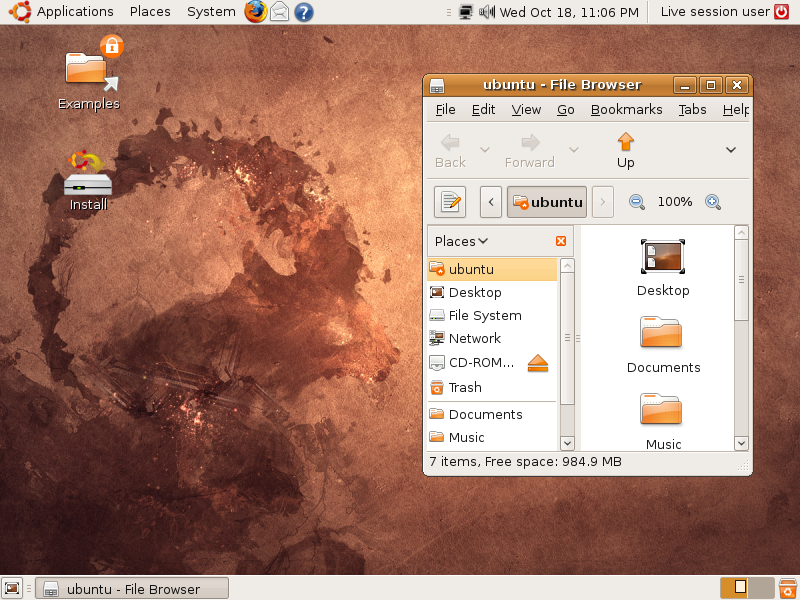
Ubuntu 8.10
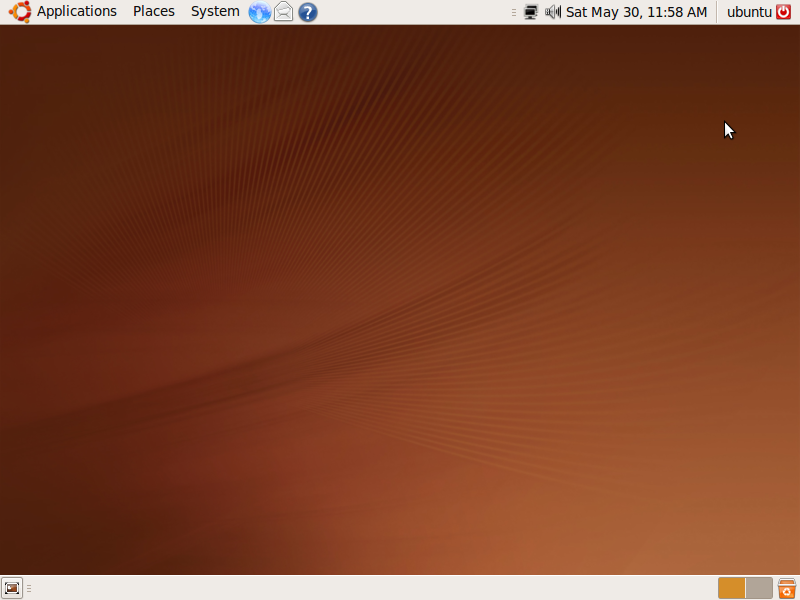
Ubuntu 9.04
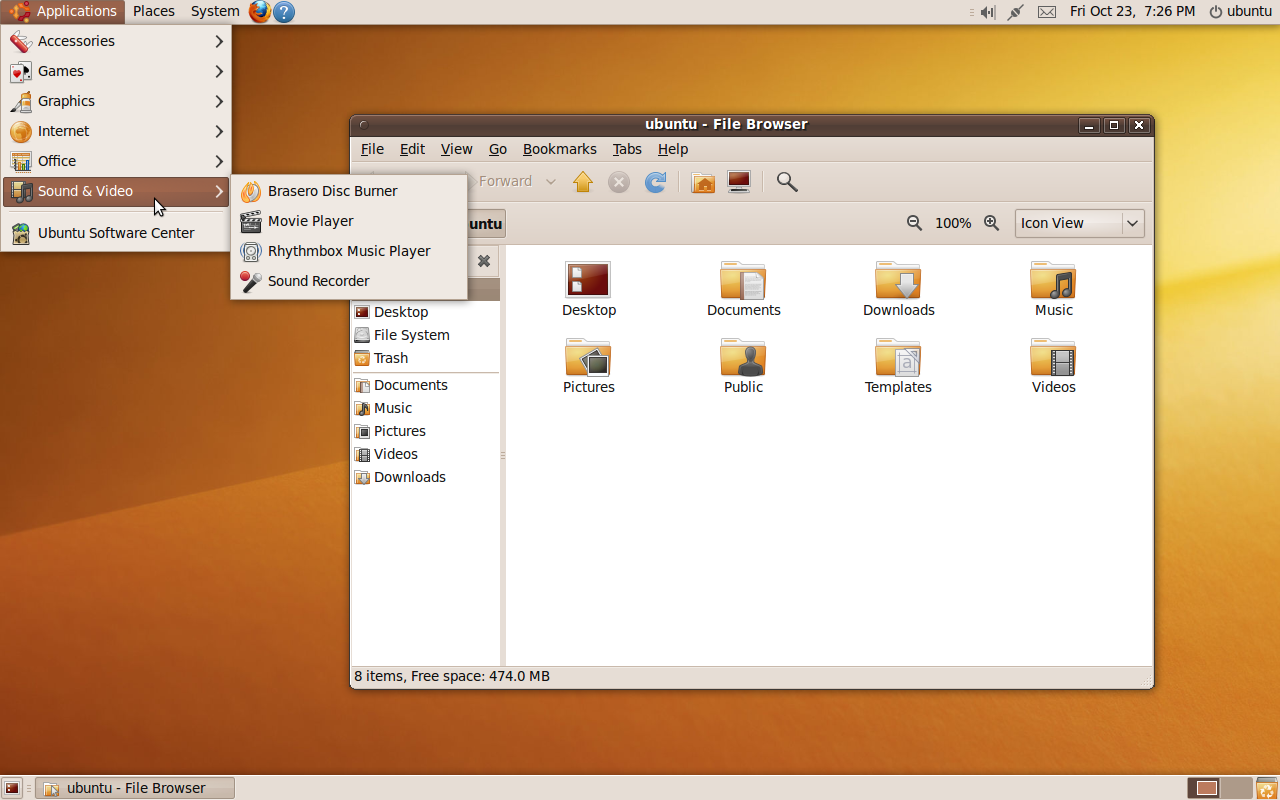
Ubuntu 9.10
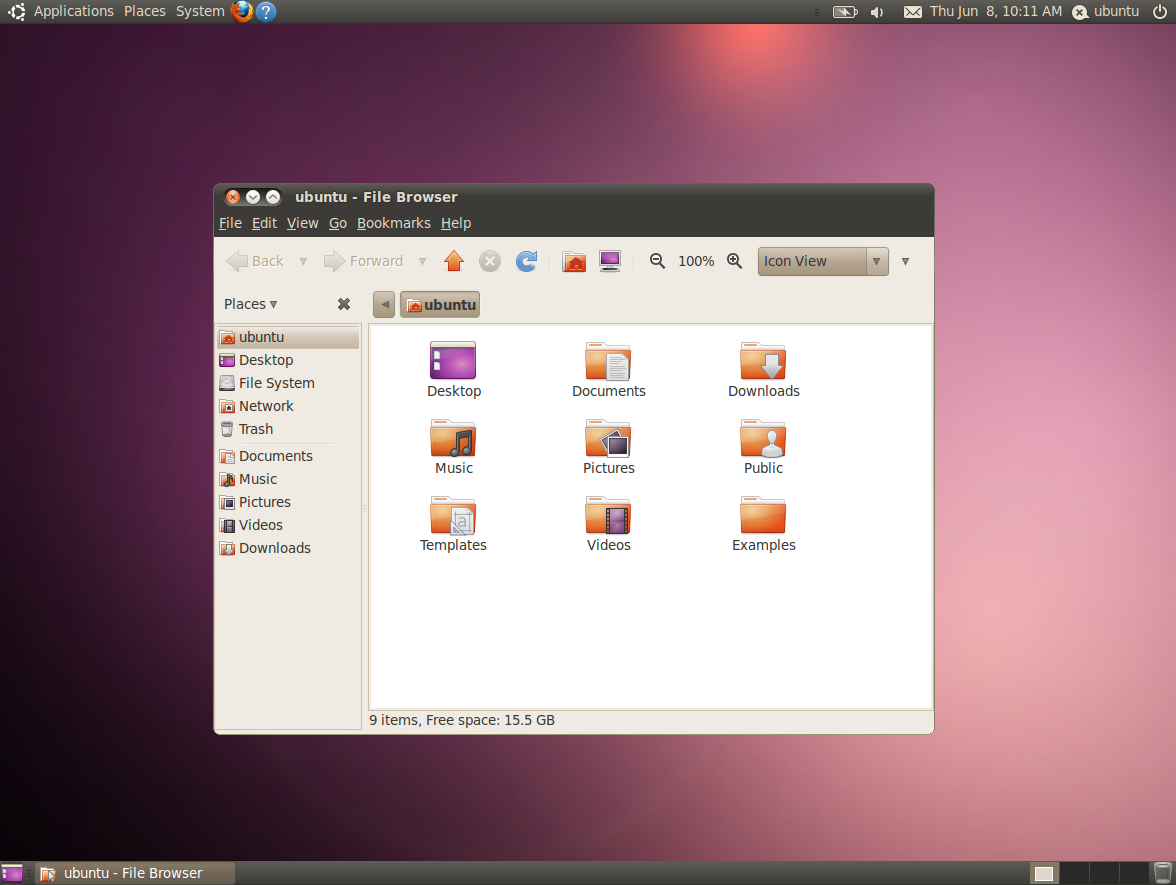
Ubuntu 10.04
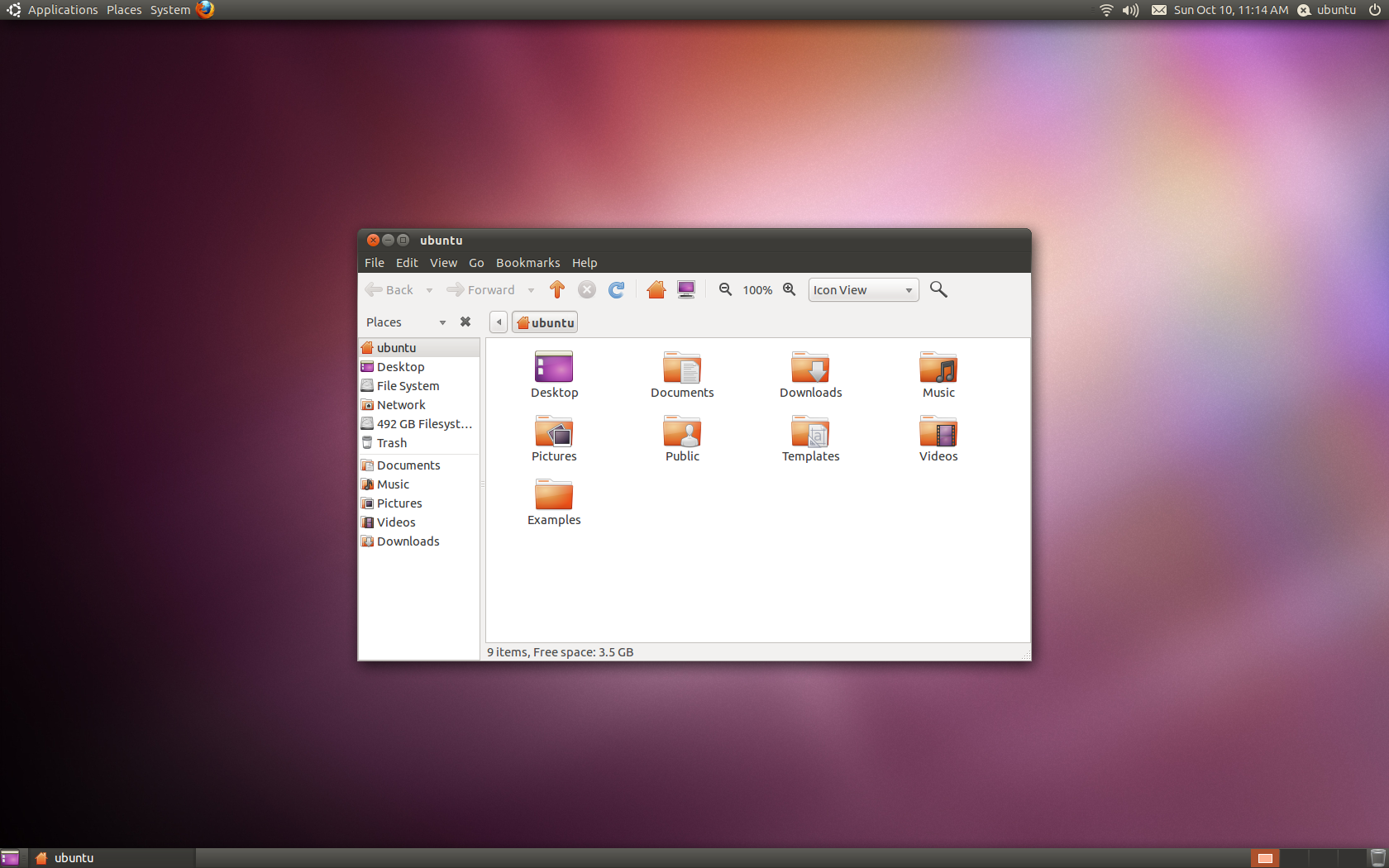
Ubuntu 10.10
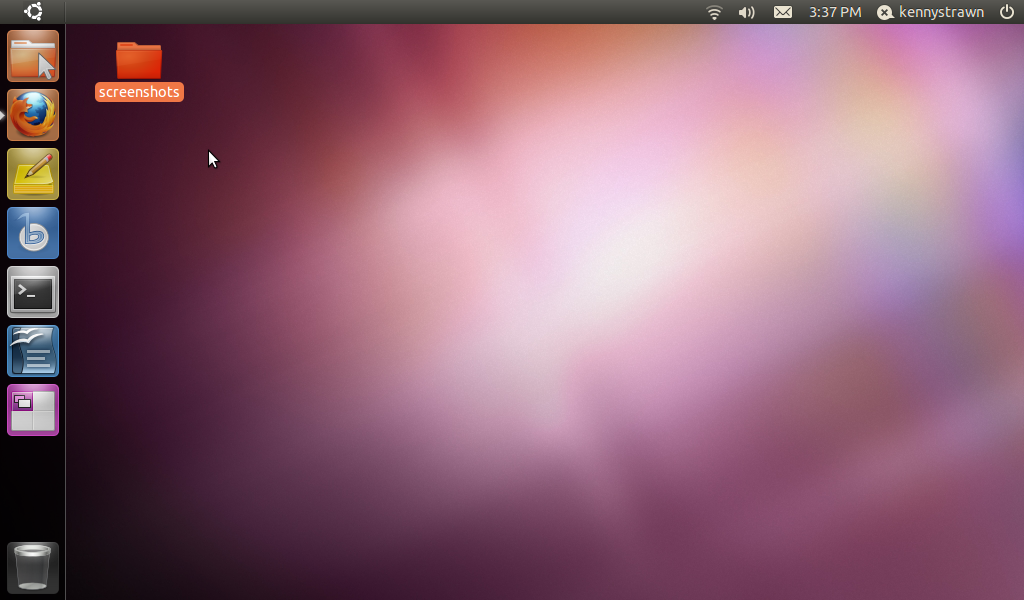
Ubuntu 11.04
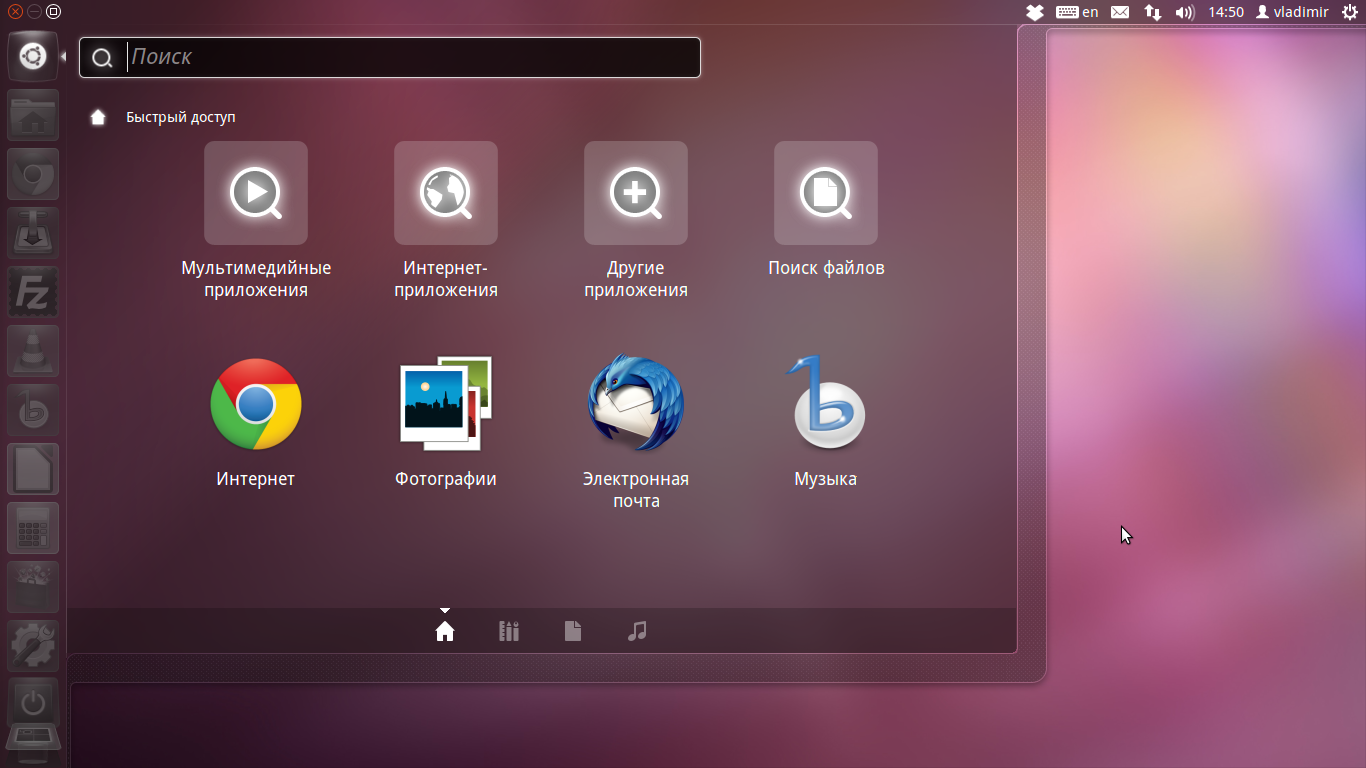
Ubuntu 11.10
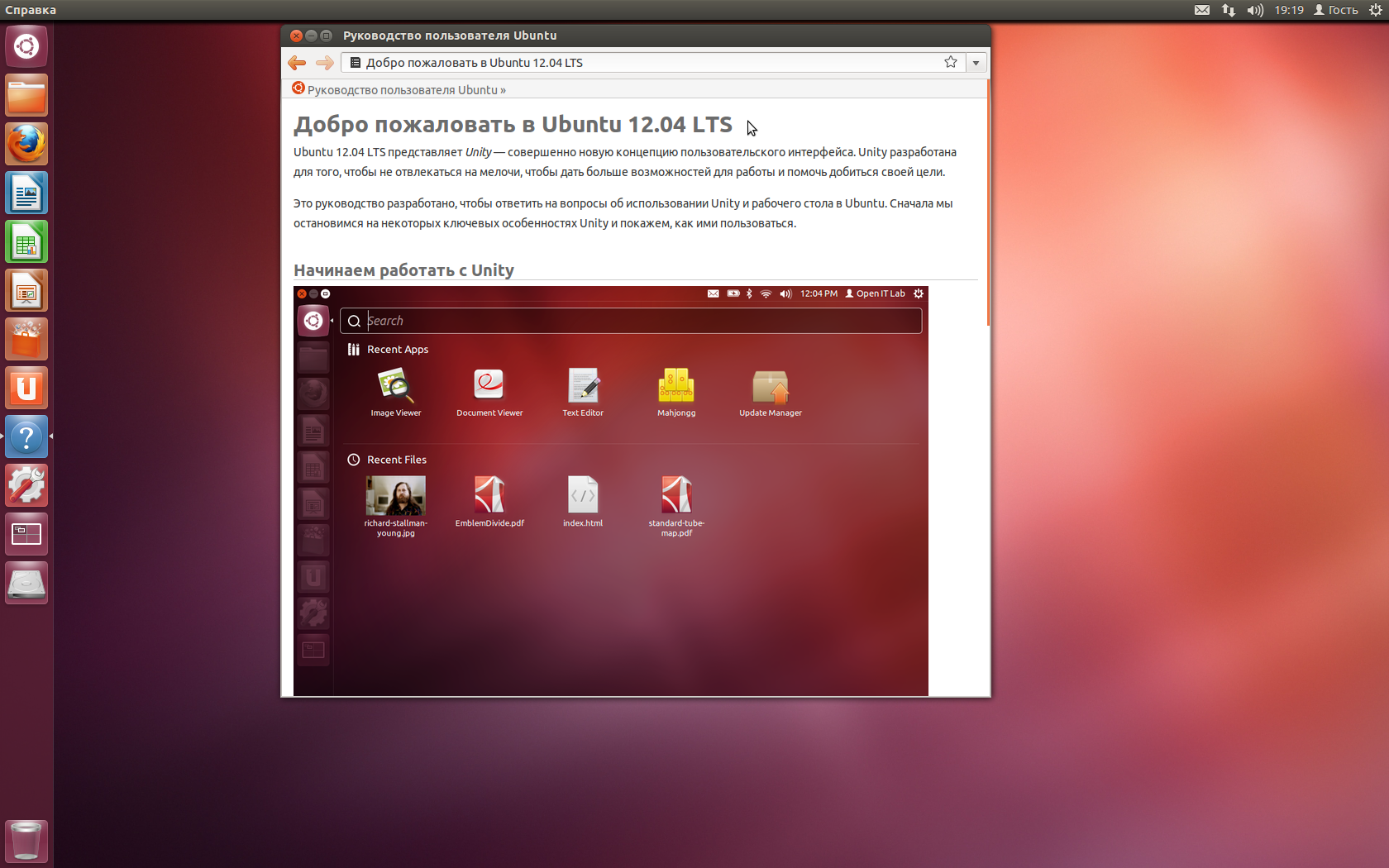
Ubuntu 12.04
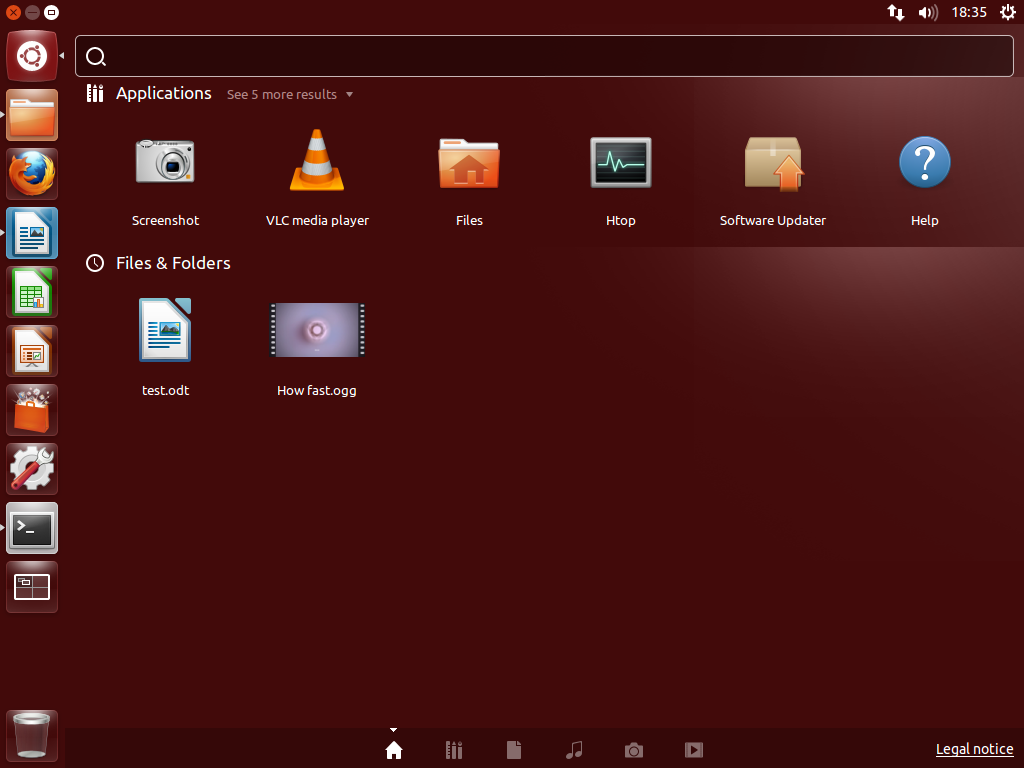
Ubuntu 12.10
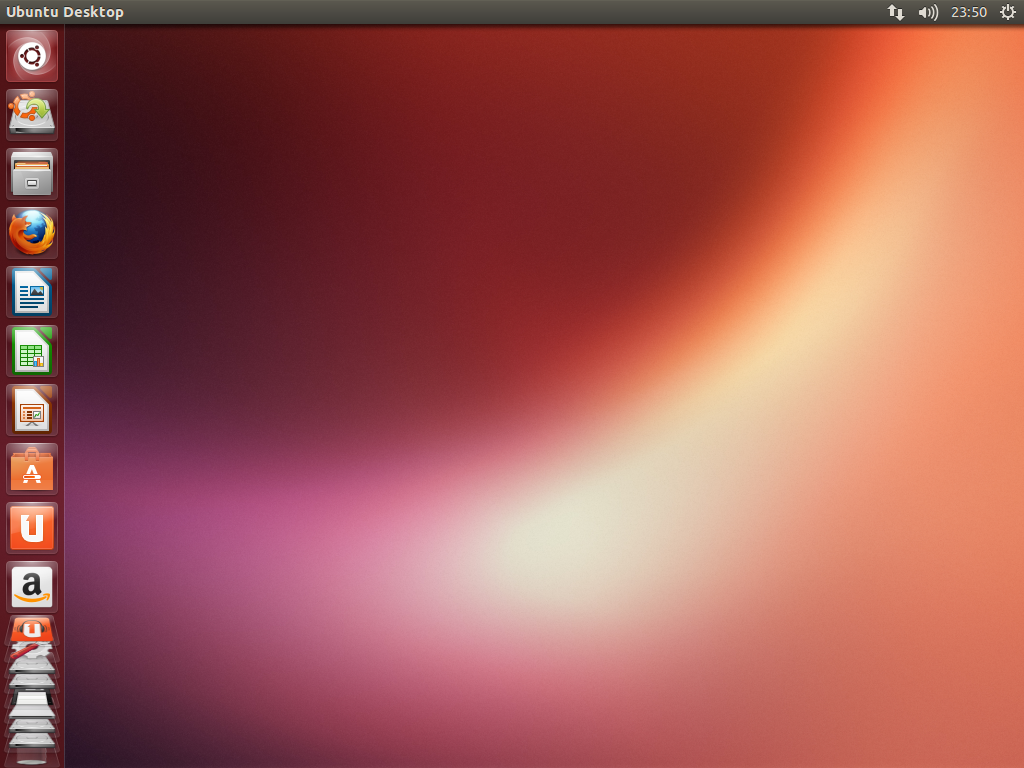
Ubuntu 13.04
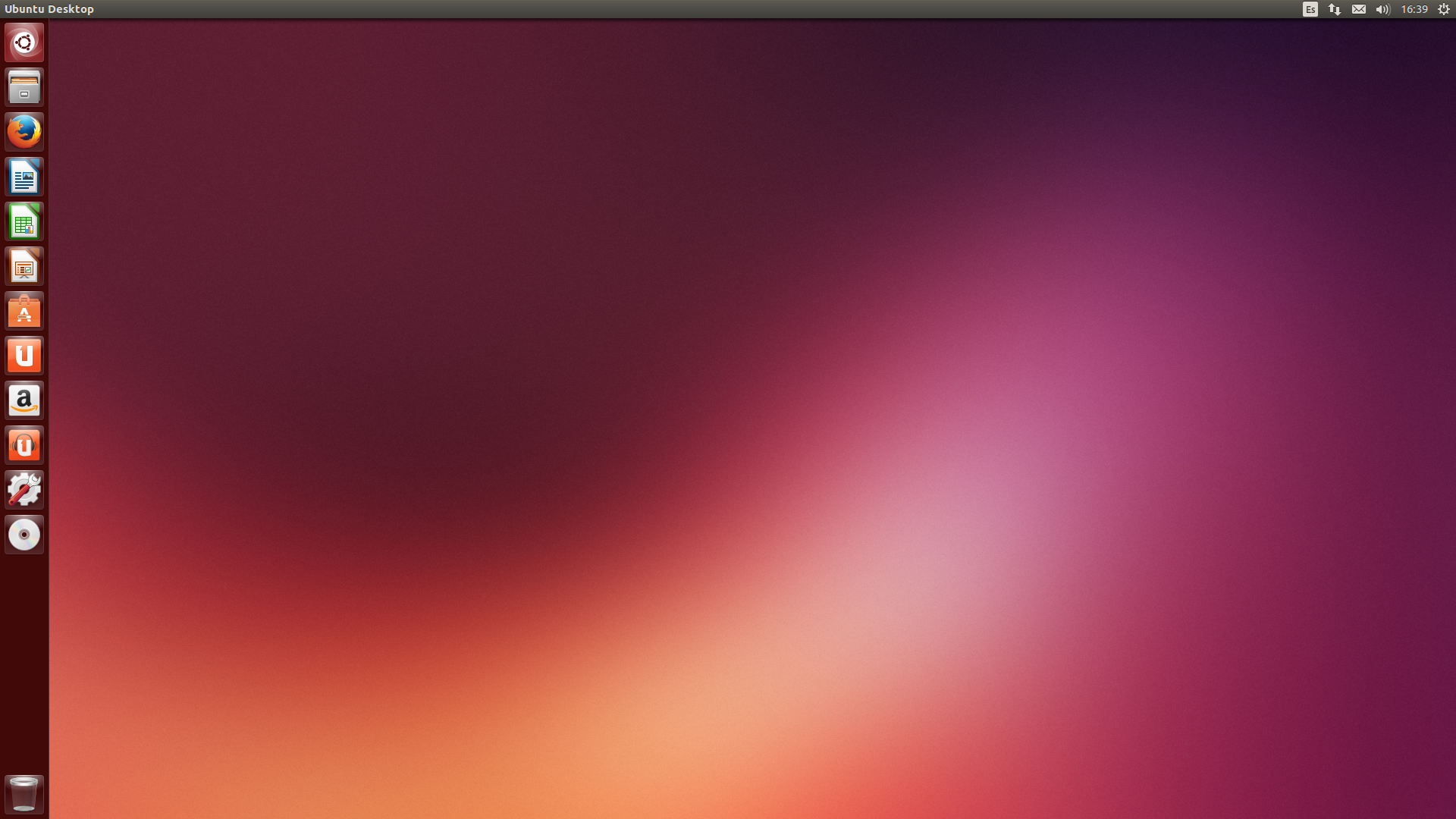
Ubuntu 13.10
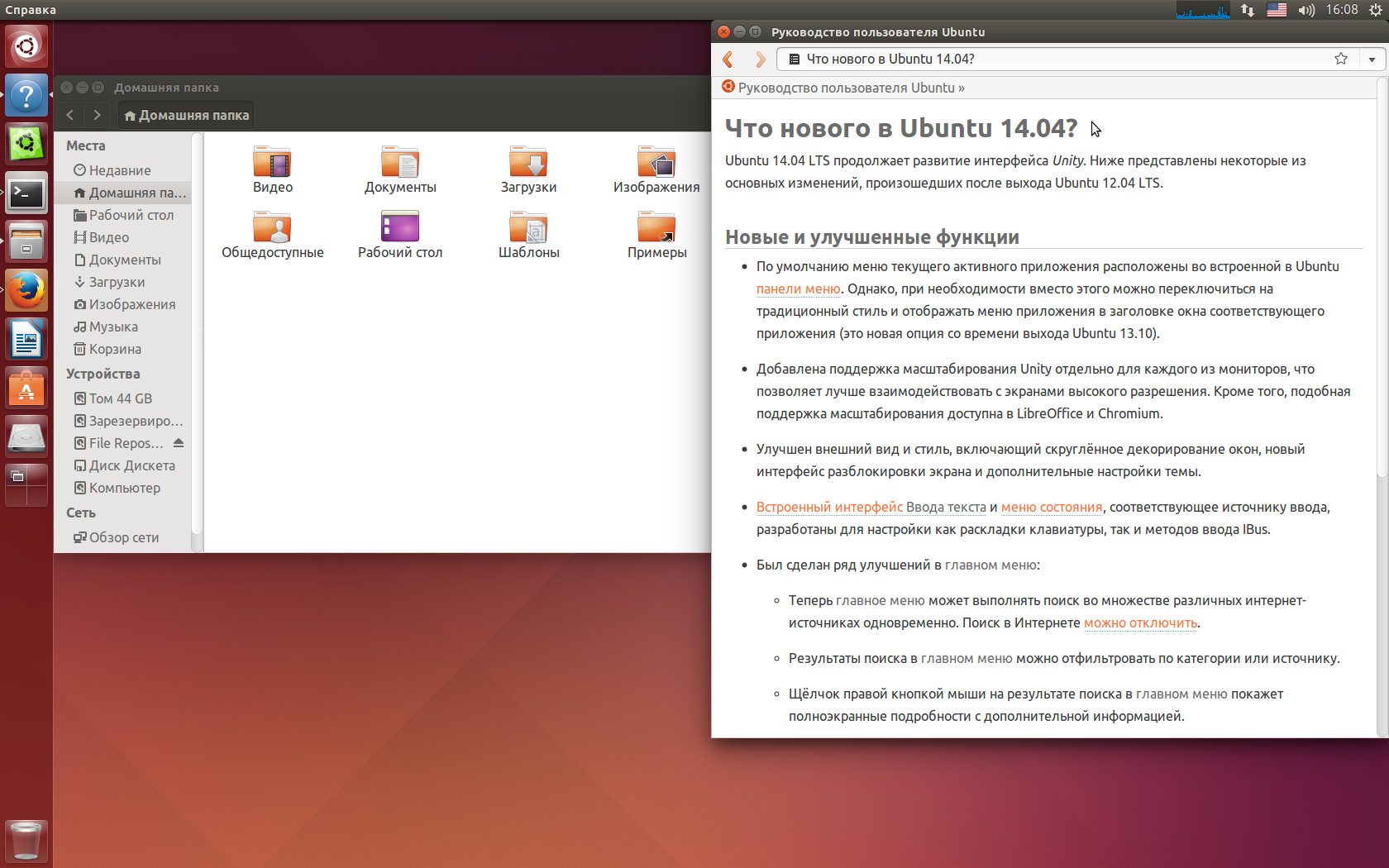
Ubuntu 14.04
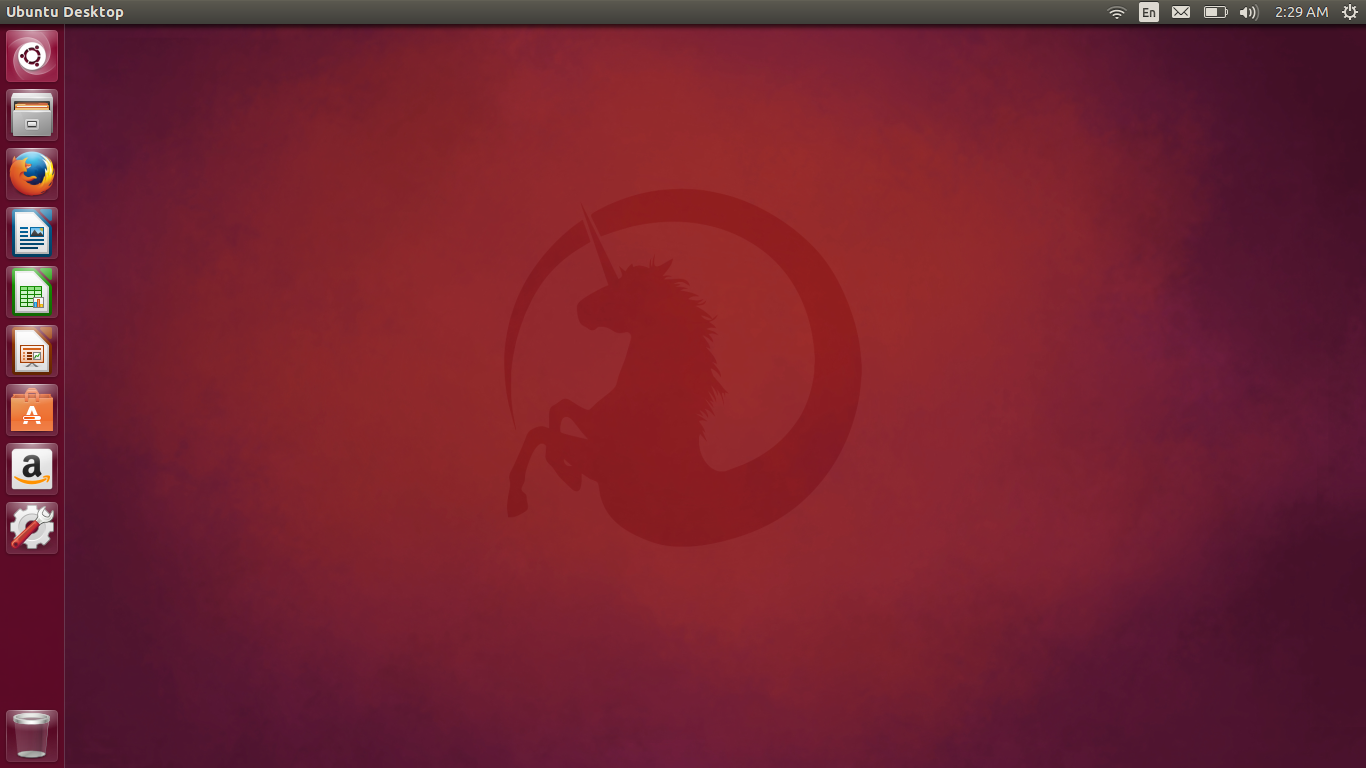
Ubuntu 14.10
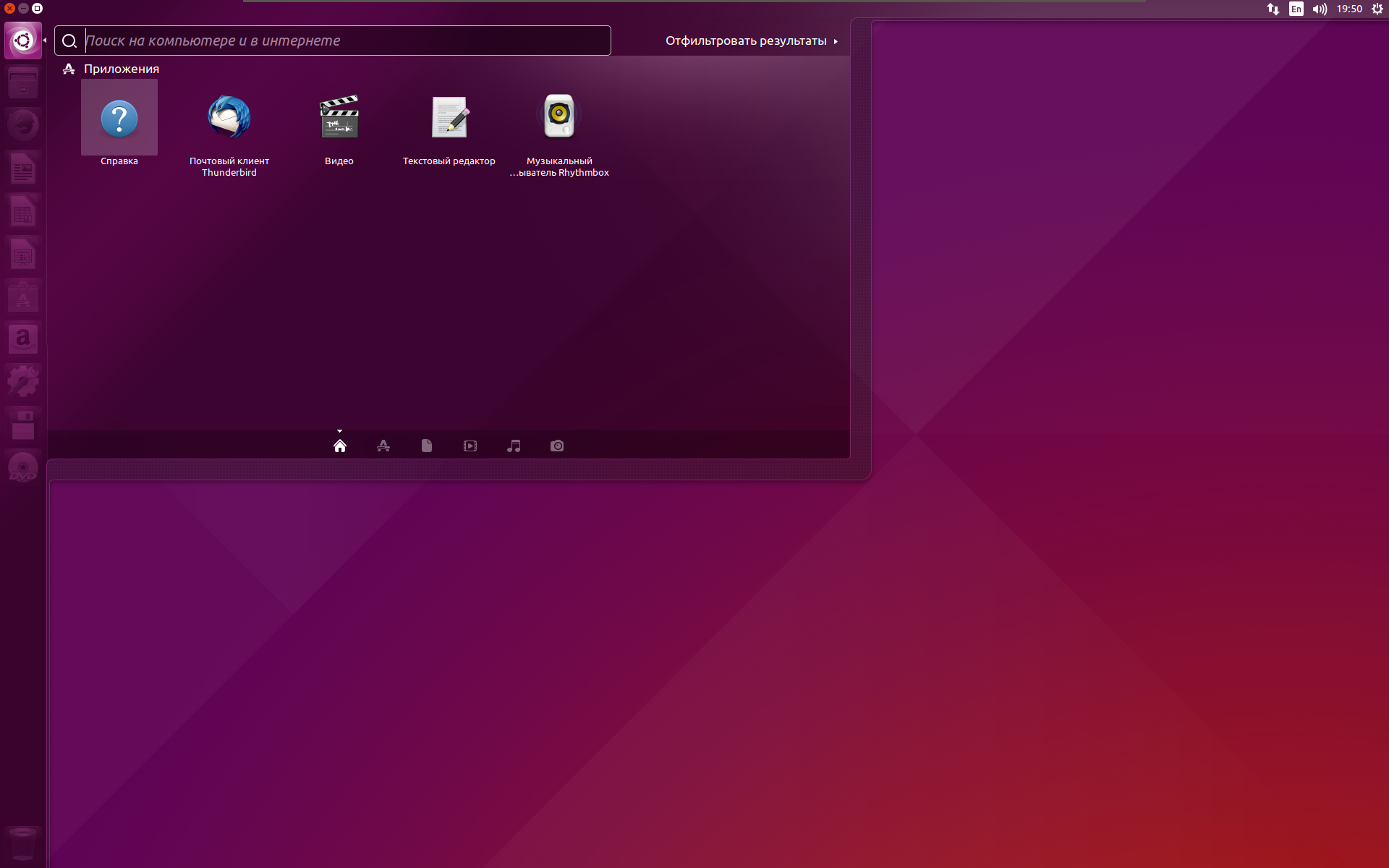
Ubuntu 15.04
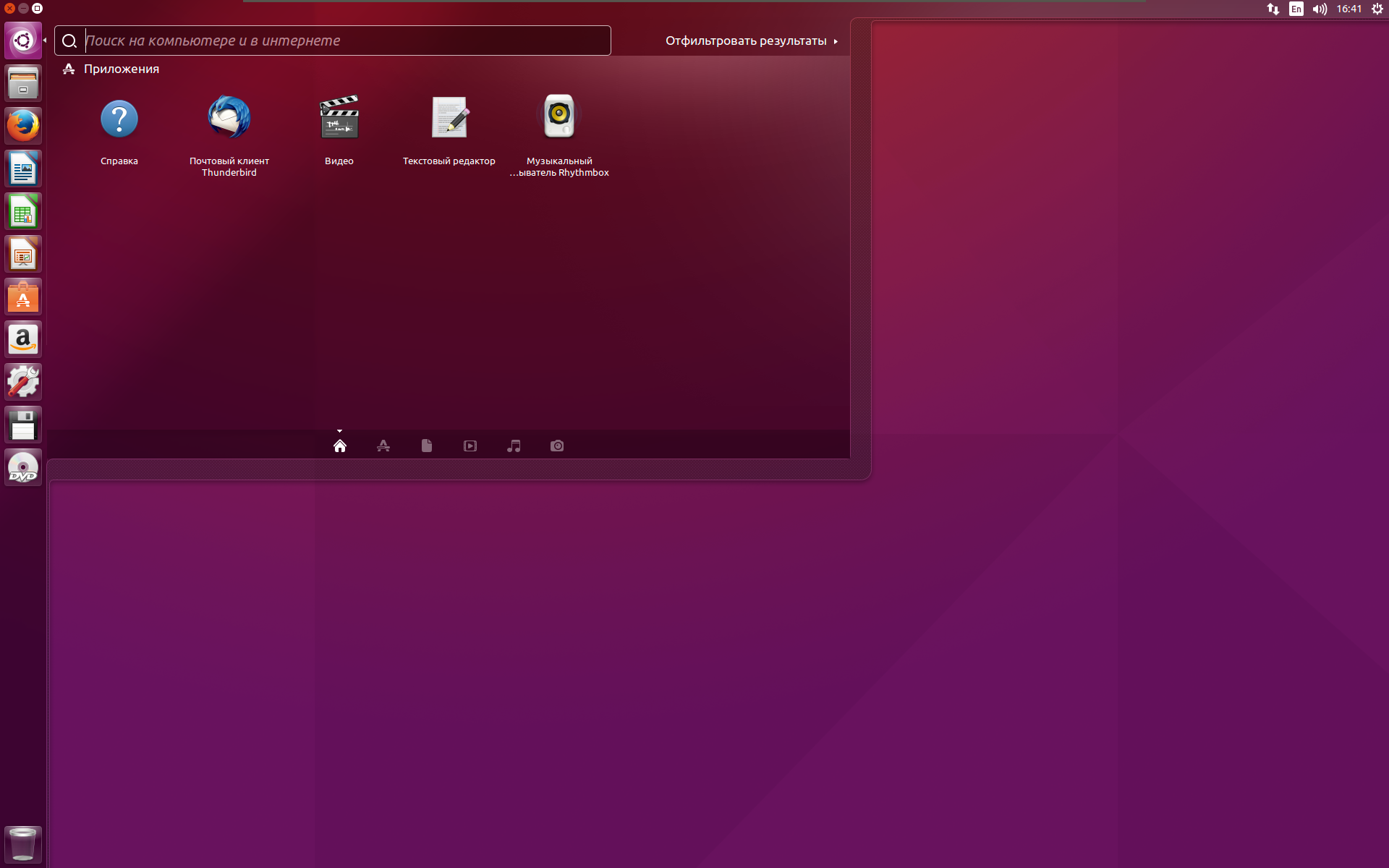
Ubuntu 15.10
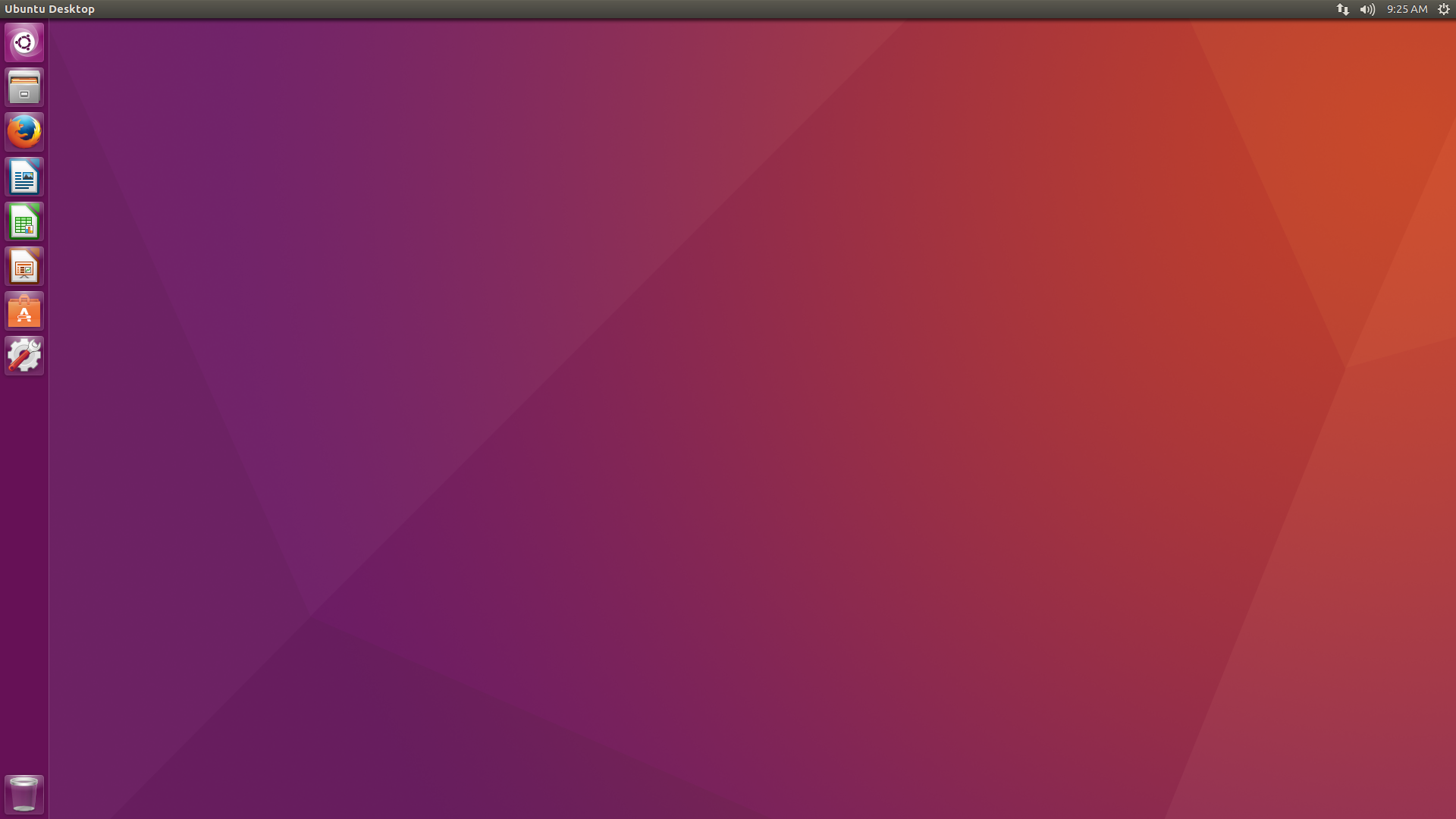
Ubuntu 16.04
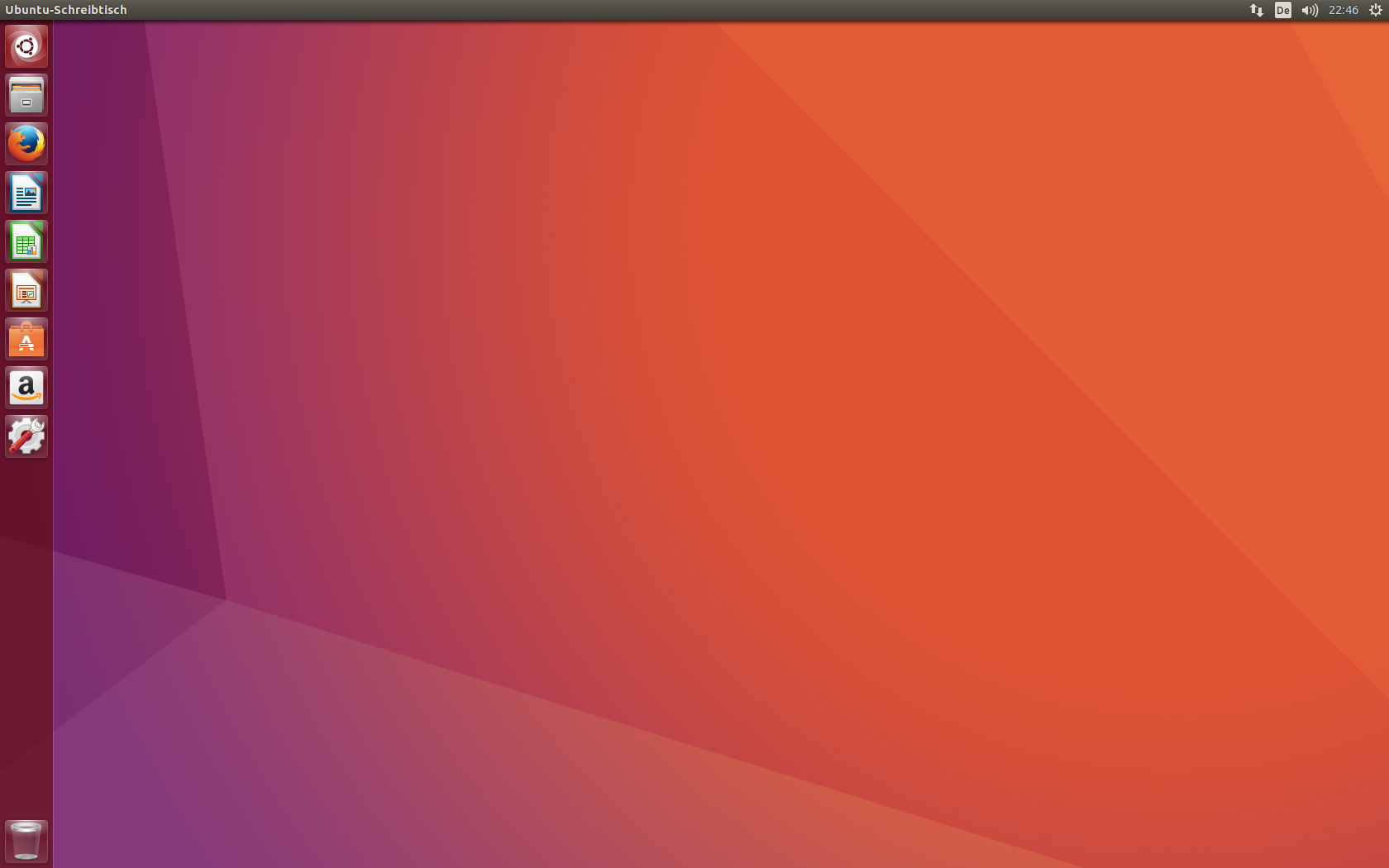
Ubuntu 16.10
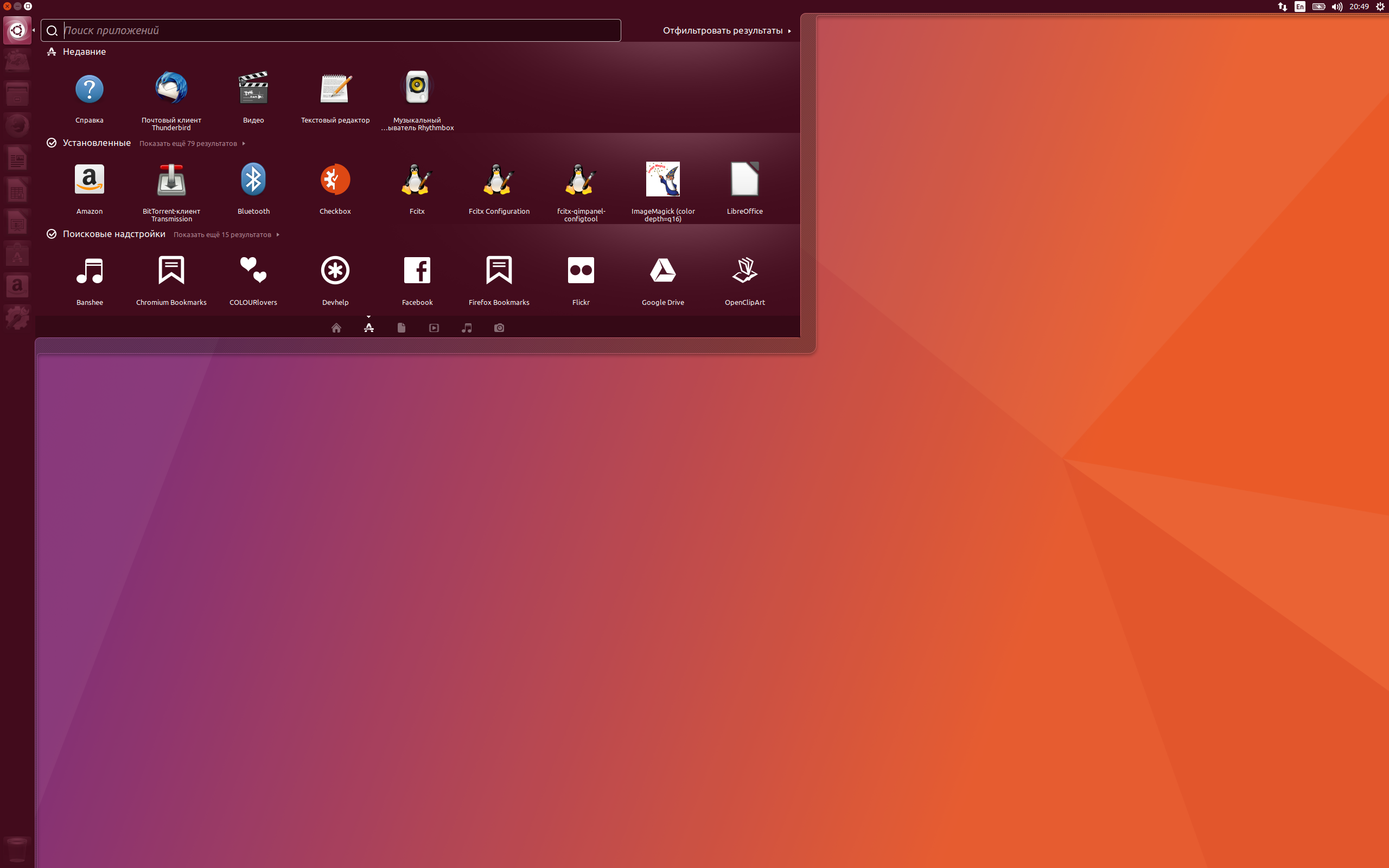
Ubuntu 17.04
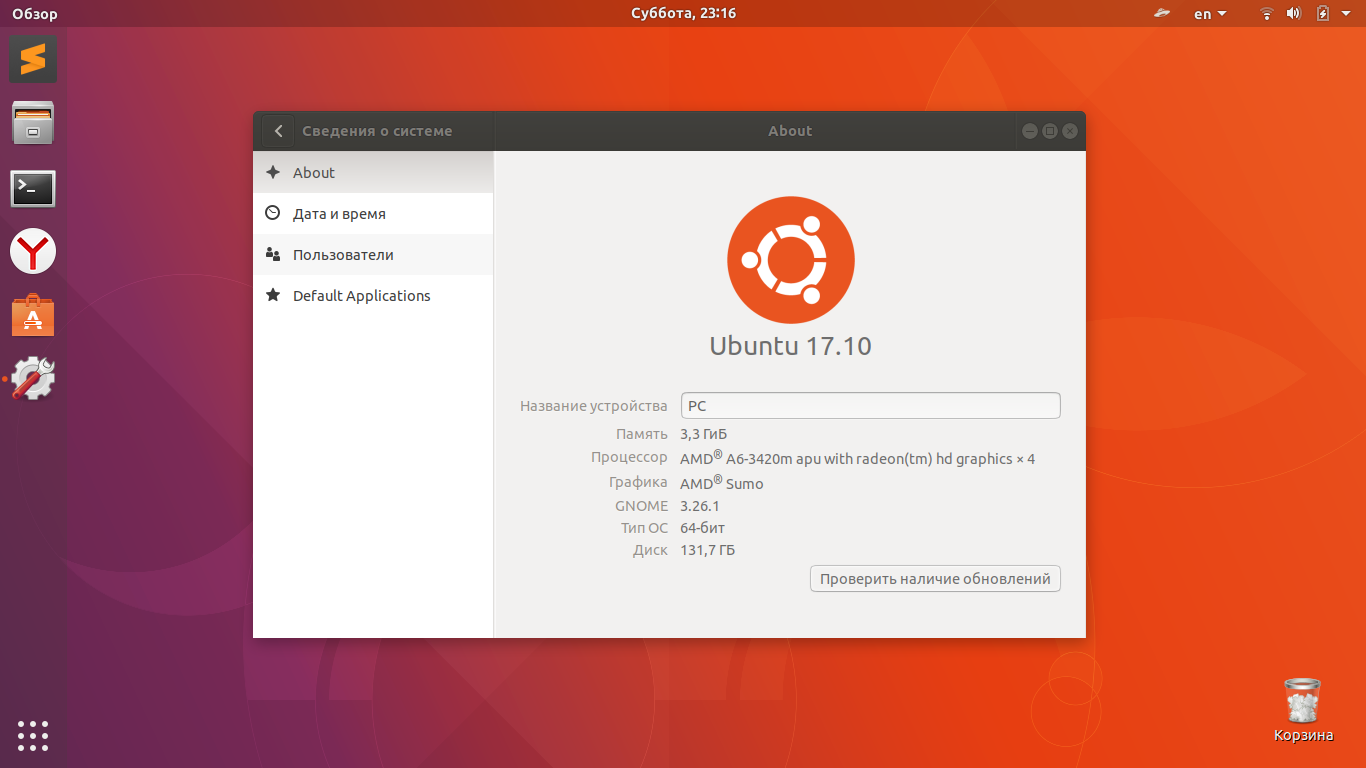
Ubuntu 17.10
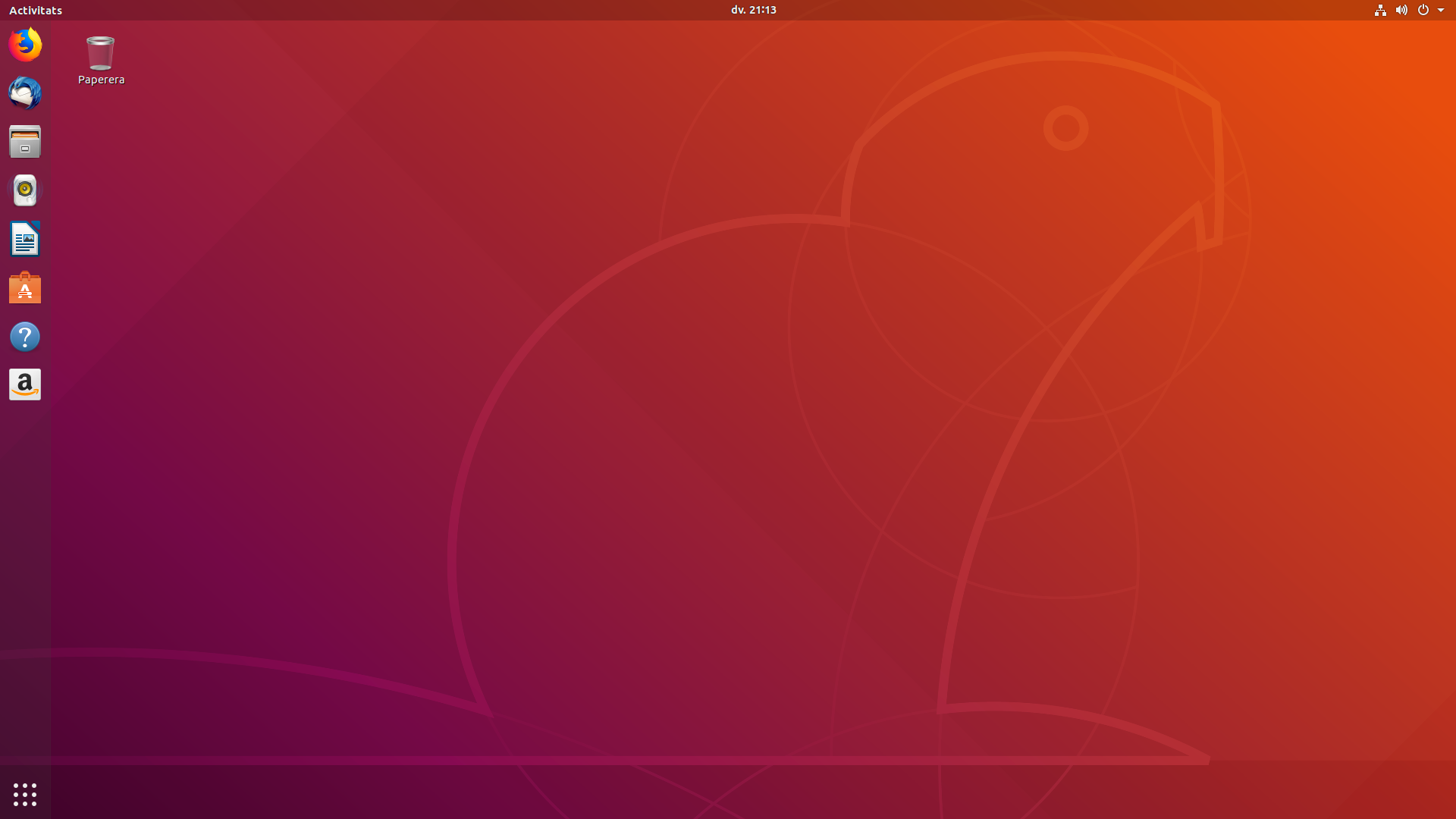
Ubuntu 18.04
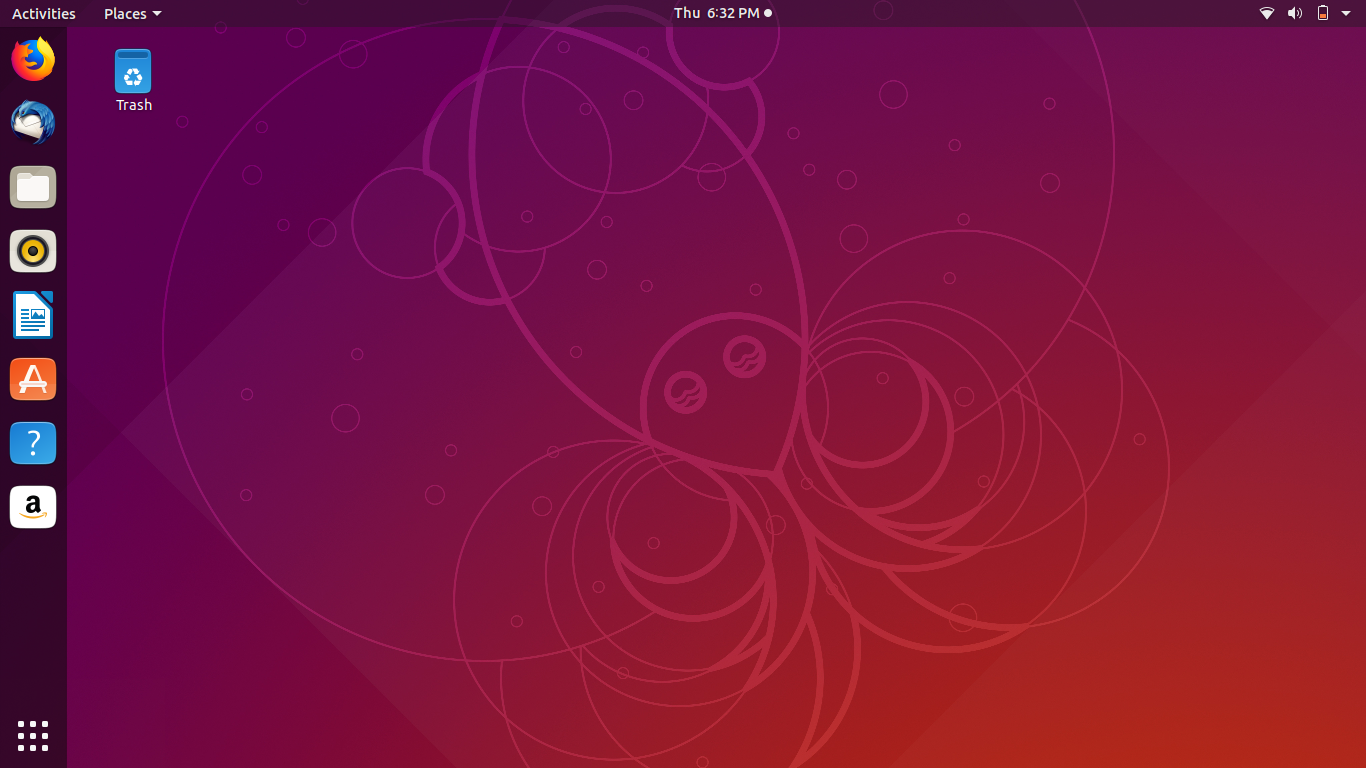
Ubuntu 18.10
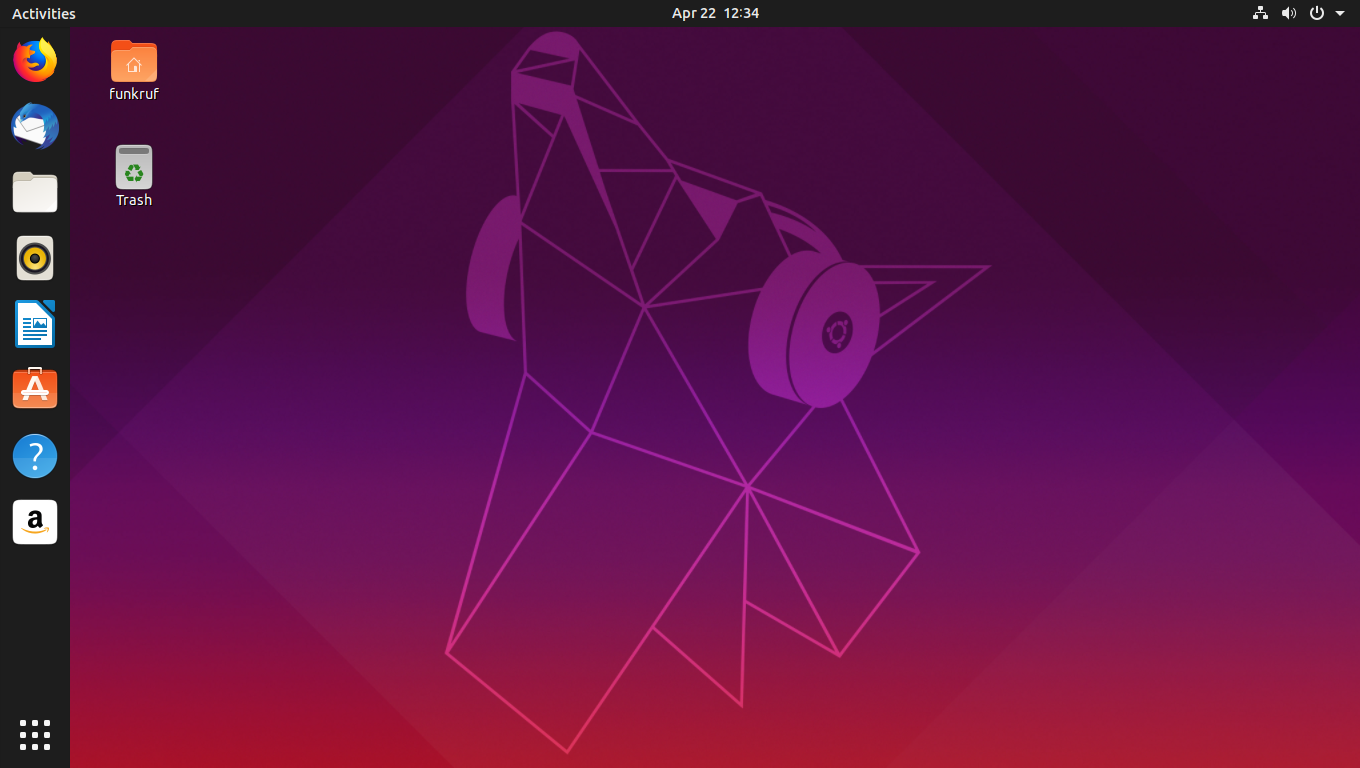
Ubuntu 19.04
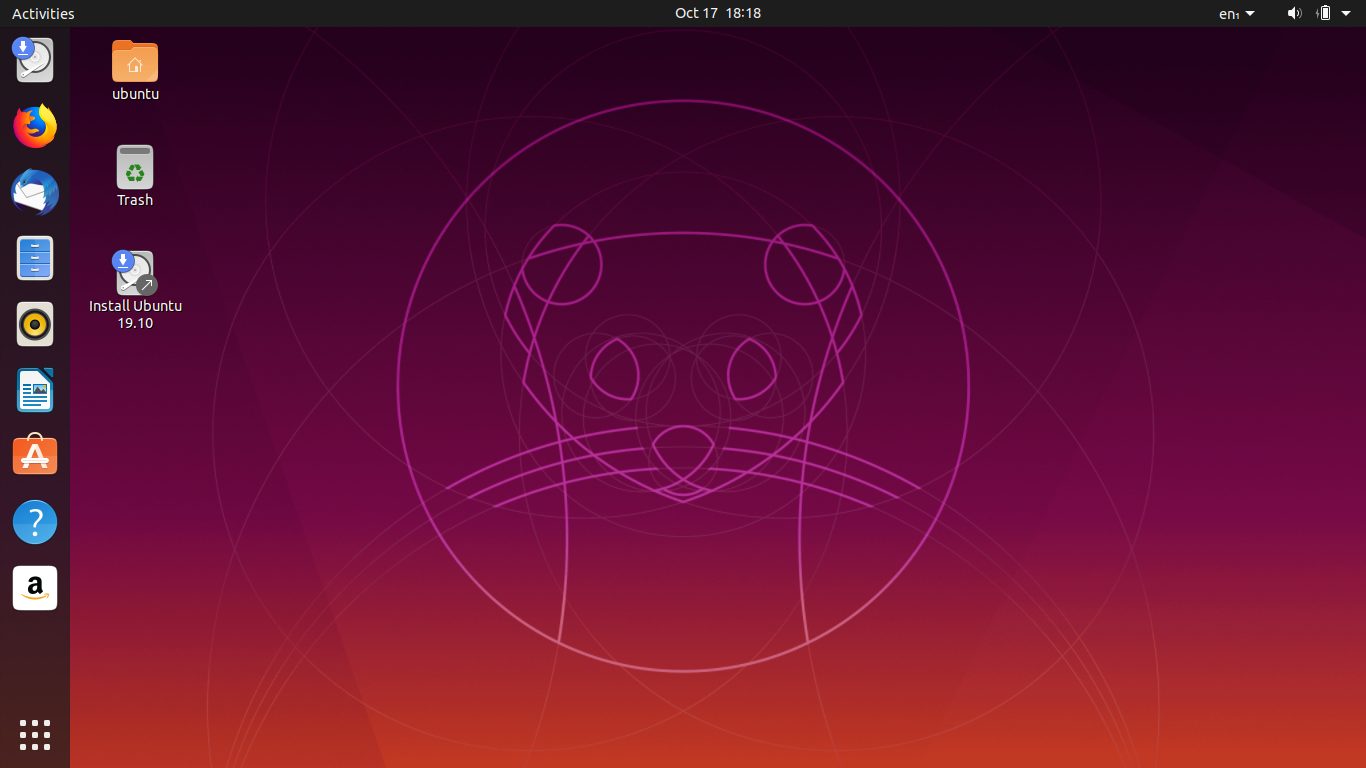
Ubuntu 19.10
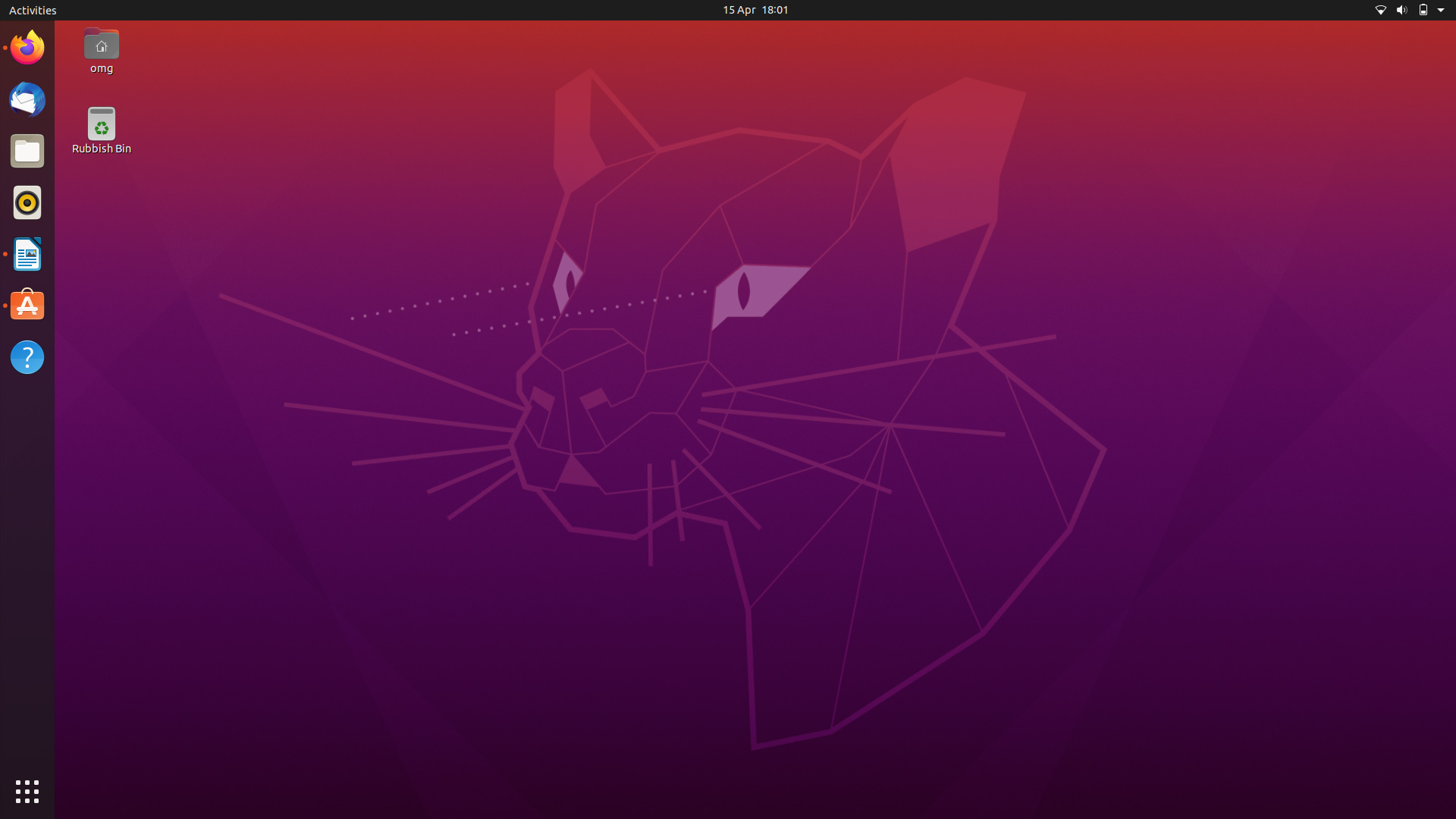
Ubuntu 20.04
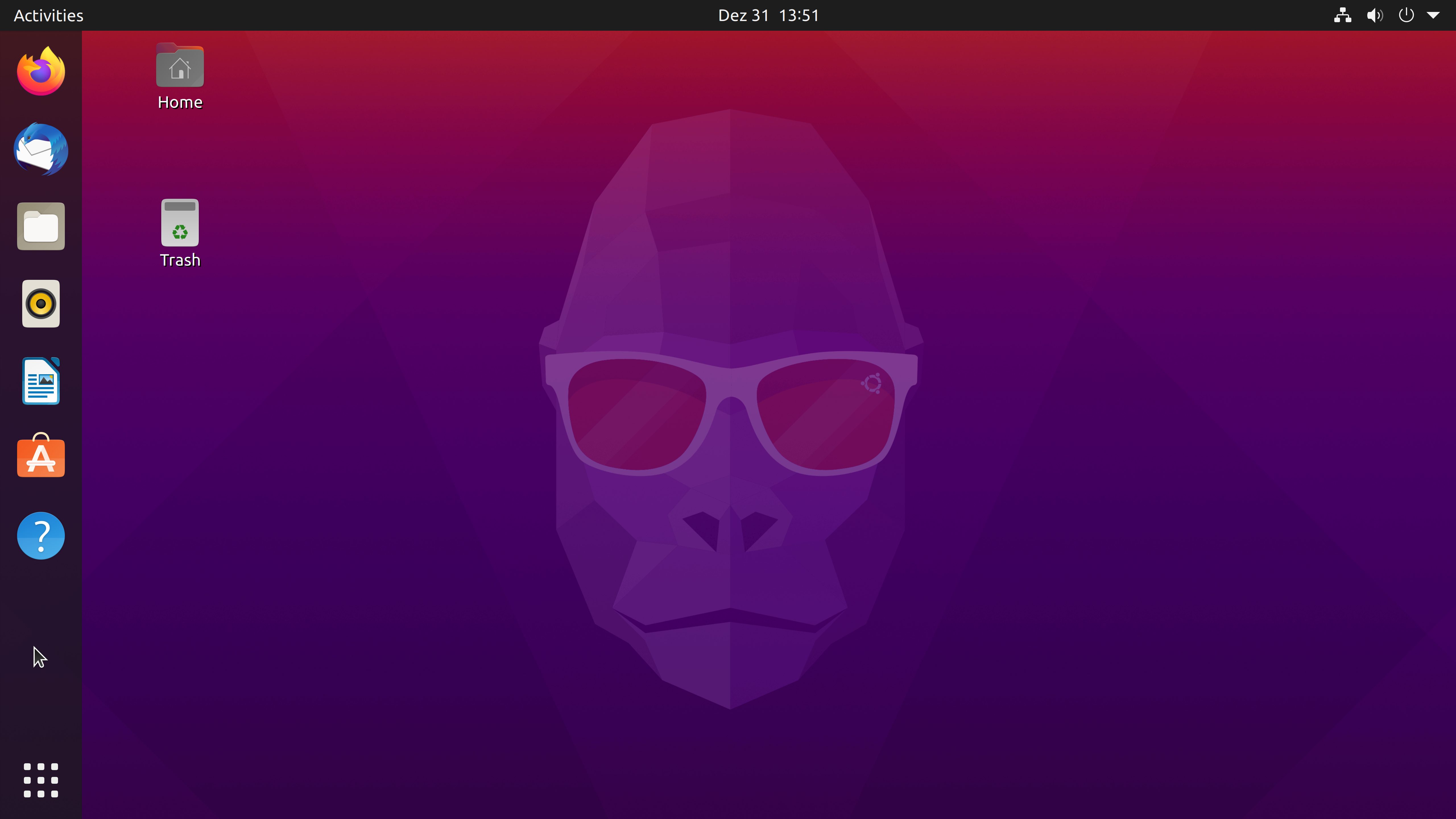
Ubuntu 20.10
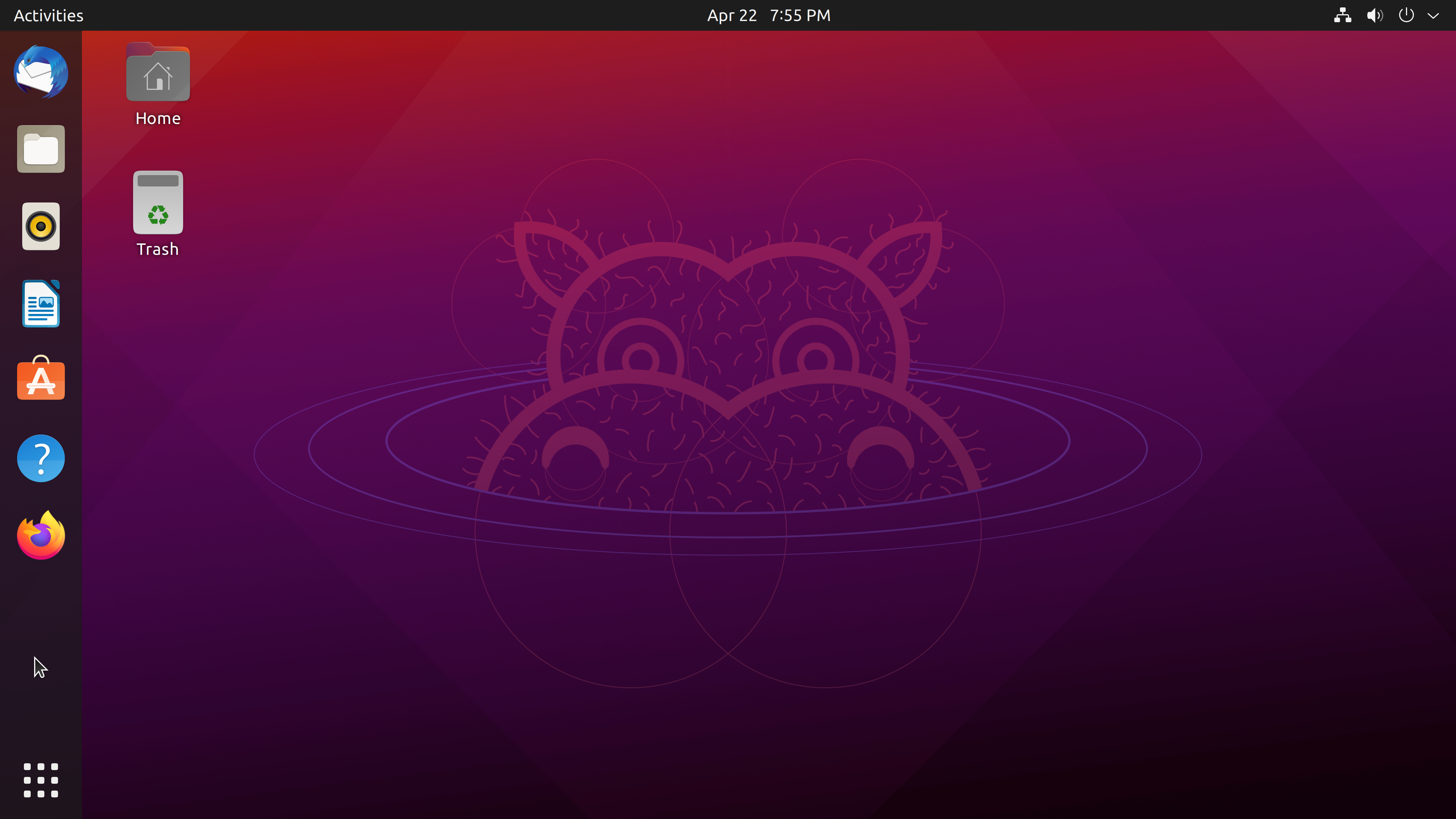
Ubuntu 21.04
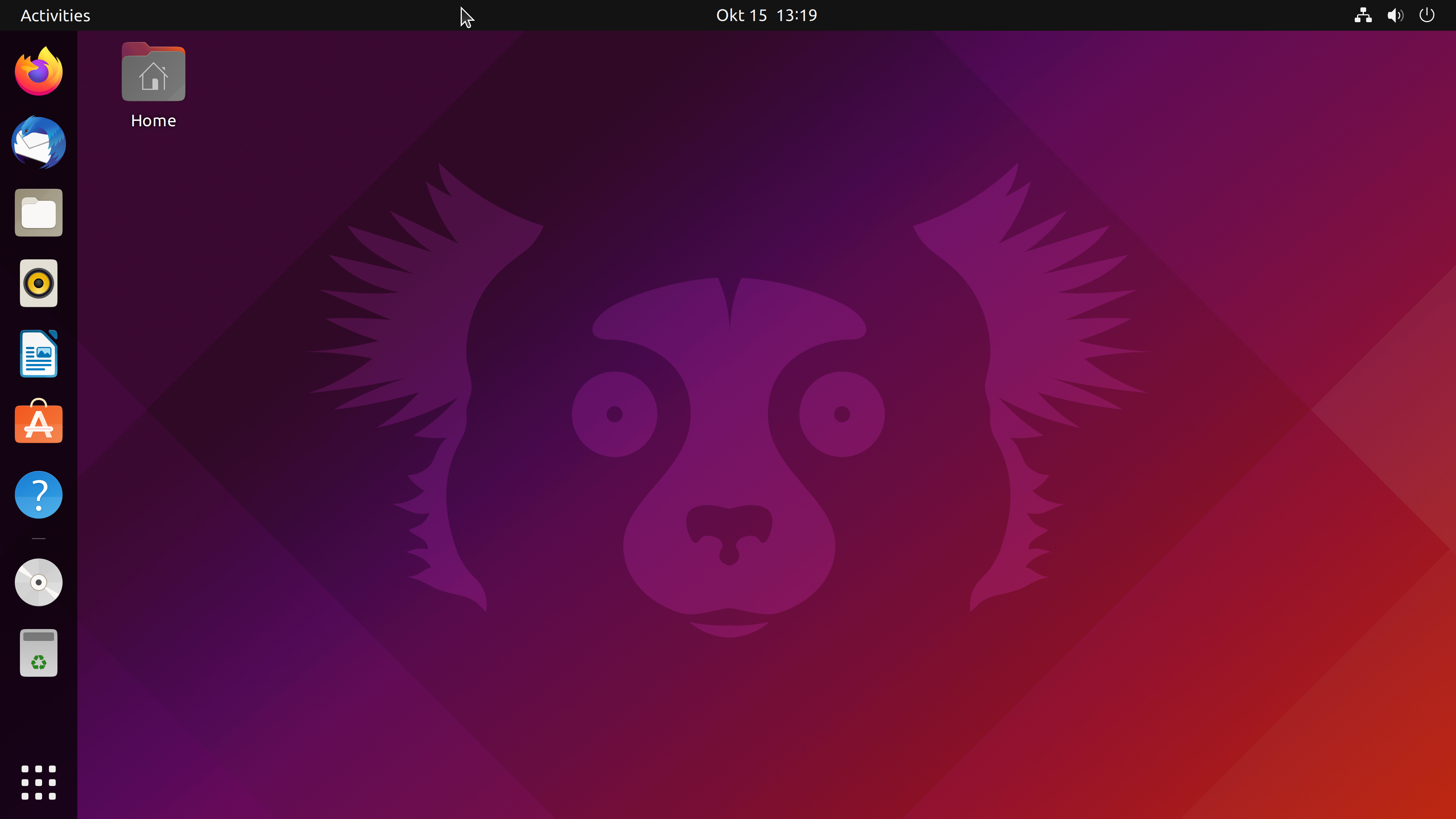
Ubuntu 21.10
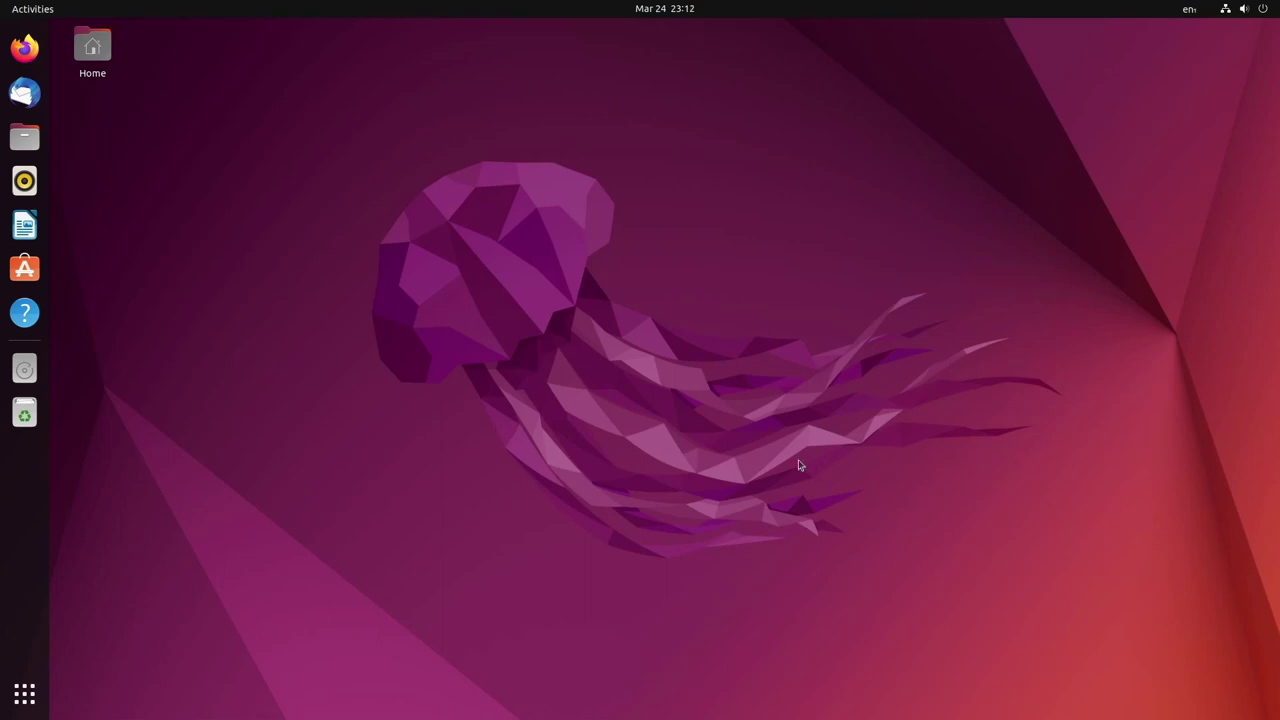
Ubuntu 22.04 LTS
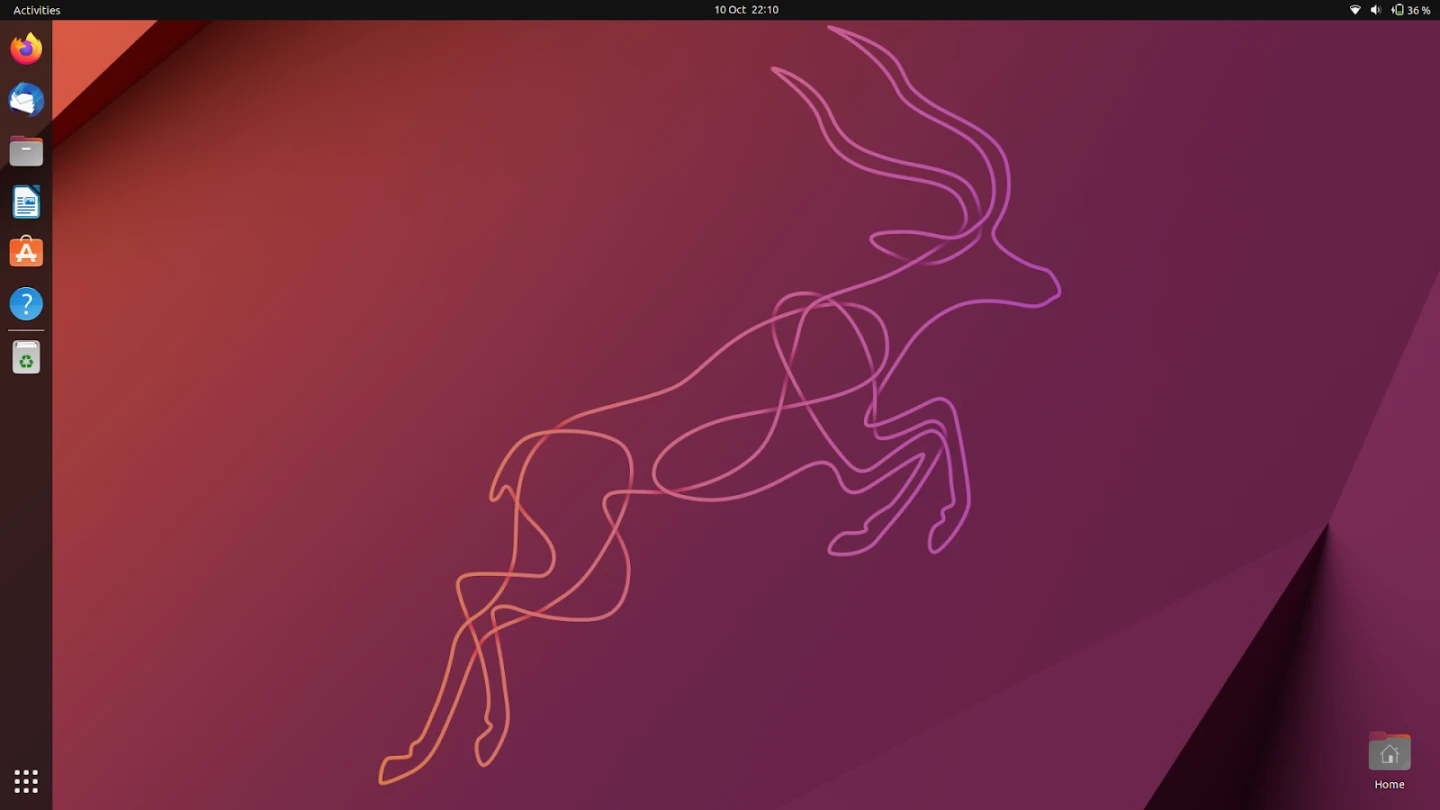
Ubuntu 22.10
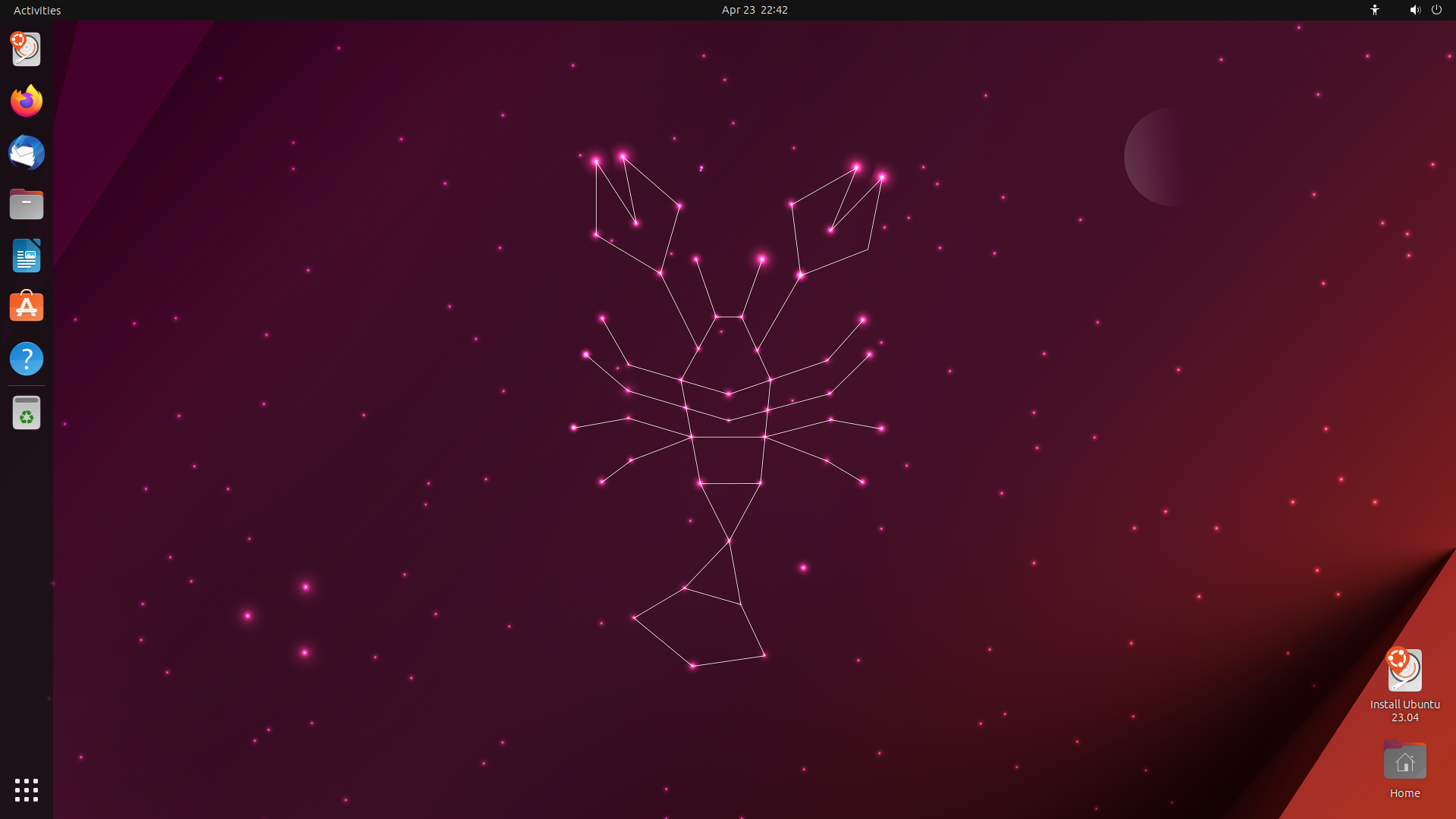
Ubuntu 23.04
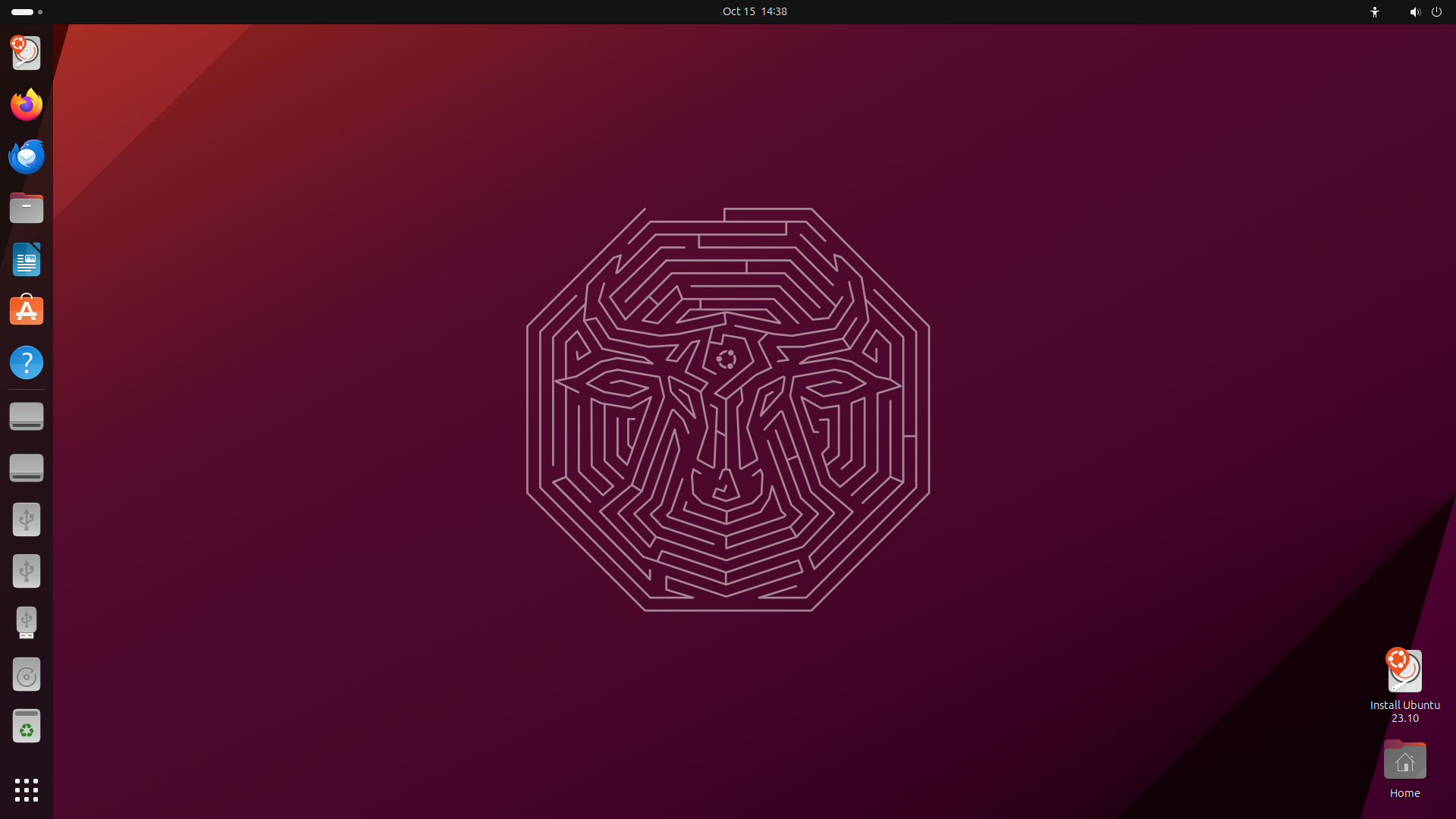
Ubuntu 23.10
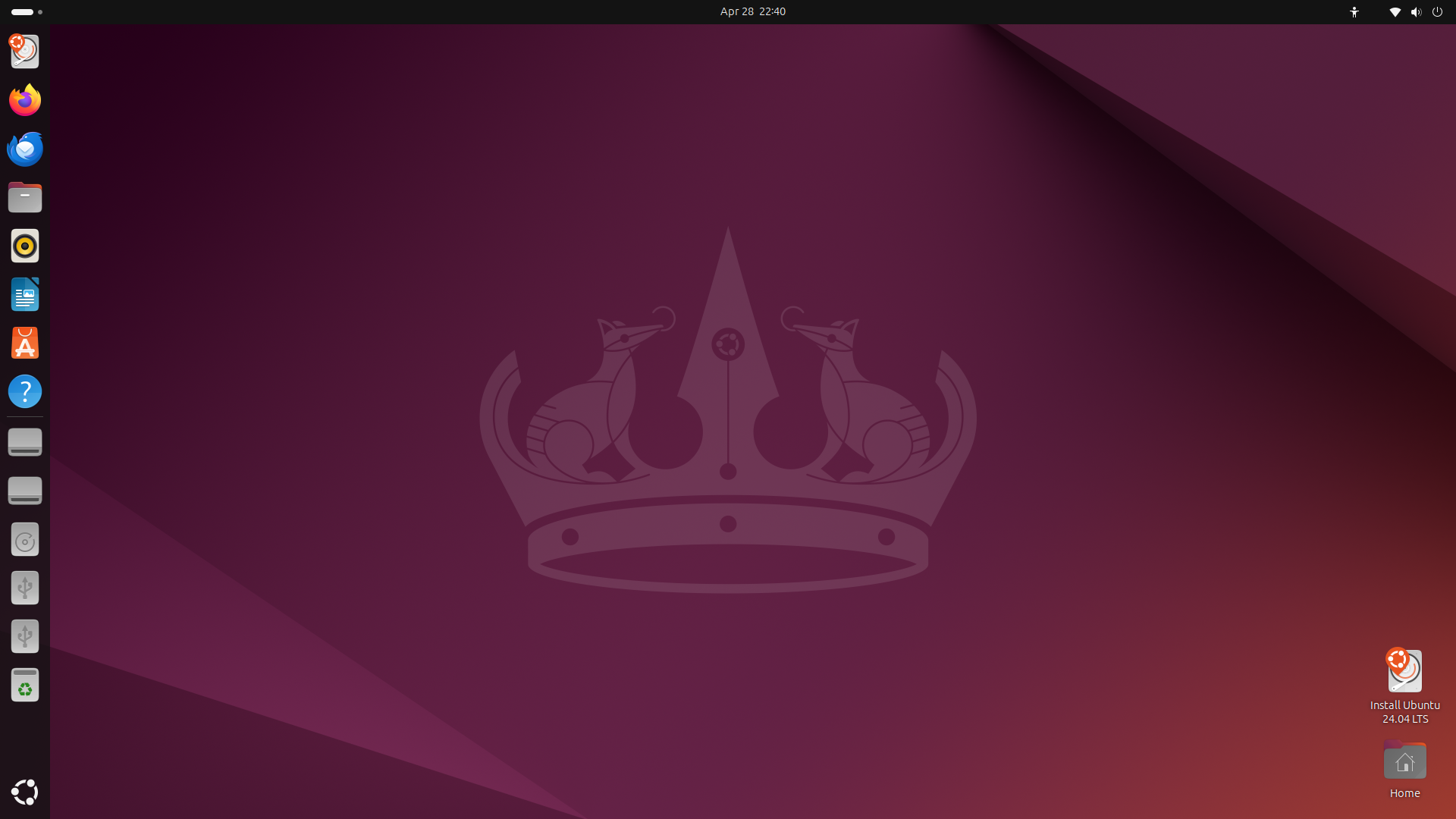
Ubuntu 24.04
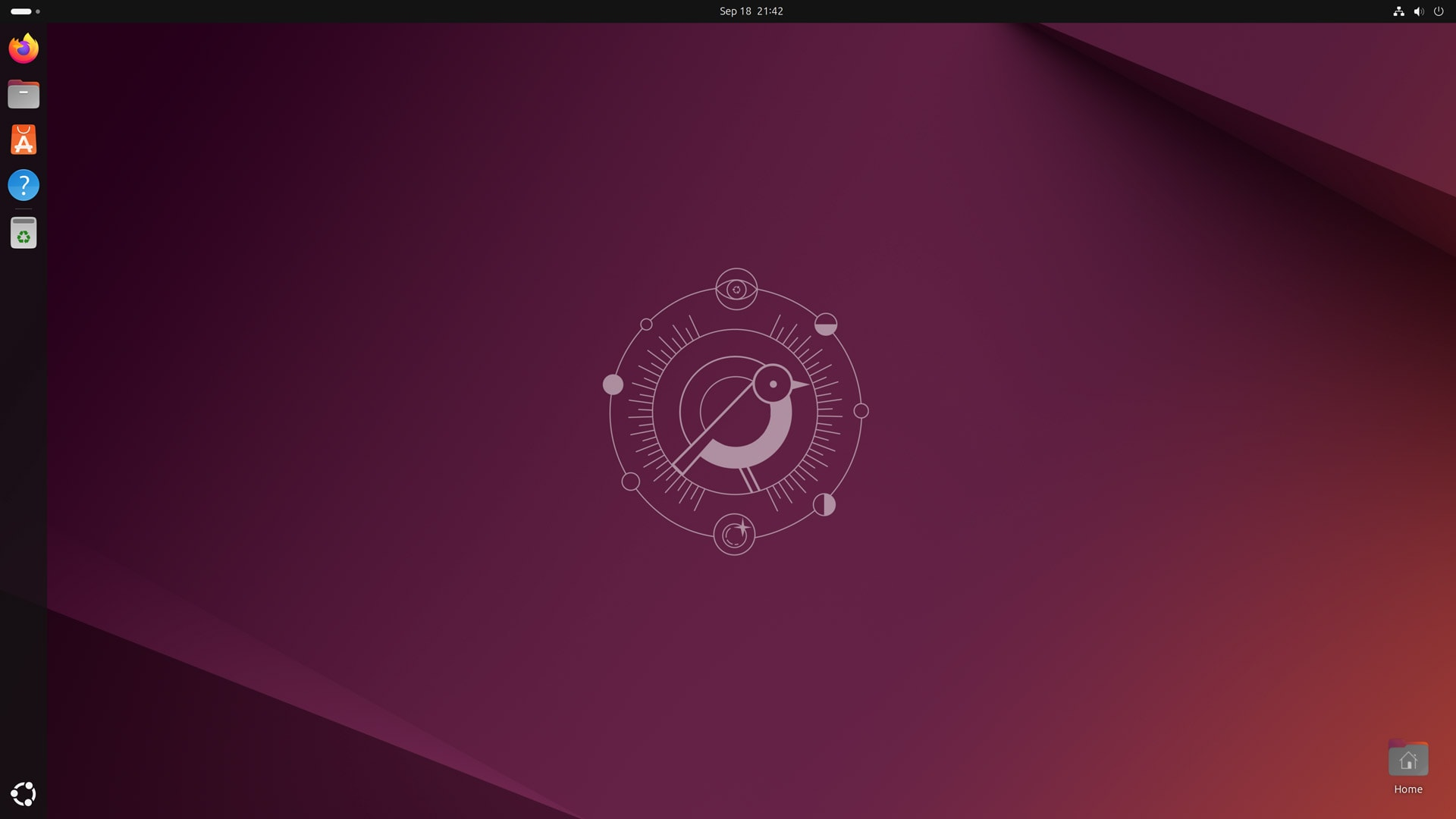
Ubuntu 24.10
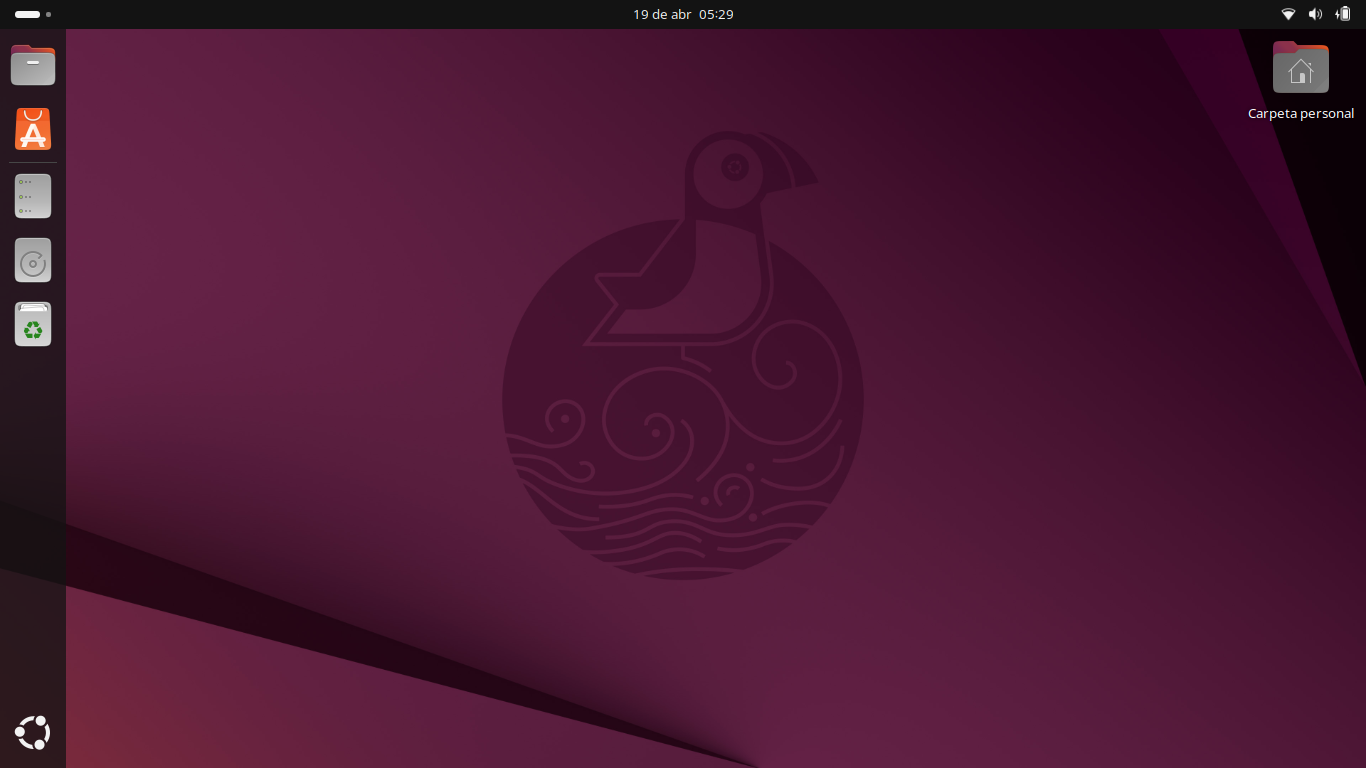
Ubuntu 25.04

## Заявленные цели
Canonical заявляет, что Ubuntu гарантирует пользователям свободу (в классическом определении Free Software Foundation), что декларировано в его манифесте (публичная оферта, англ. «the Ubuntu promise»), по духу напоминающем лицензию GPL. Поэтому по умолчанию при установке ОС устанавливается только свободное ПО, однако присутствует опция, позволяющая пользователю установить также несвободные драйверы или декодеры. Кроме того, в специальном интернет-магазине имеются лицензированные у сторонних компаний декодеры проприетарных запатентованных мультимедиа форматов вроде Windows Media.

## Заметные факты внедрения и использования

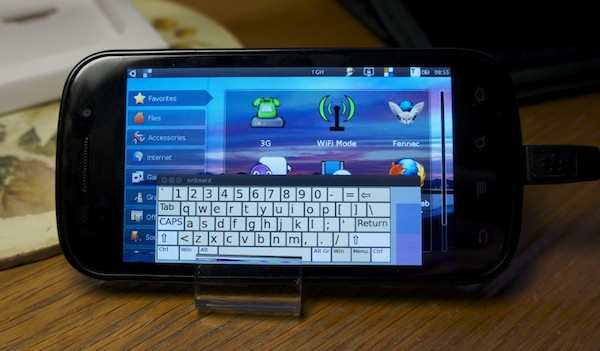
Ubuntu Netbook на смартфоне Nexus S

- В 2007 году Парламент Франции отказался от использования Windows и перешёл на использование Ubuntu. В 2008 году было также озвучено решение о планомерном переводе на Ubuntu более 70 тысяч компьютеров французской полиции[97][98][99]. В 2008 году планировалось перевести от 5 до 8 тысяч настольных компьютеров, в последующие 4 года переводить по 12—15 тысяч компьютеров ежегодно во всех отделах полиции в пределах Франции.
- Ubuntu используется в школах Грузии и Северной Македонии (планировалось перевести на Ubuntu более 180 тысяч компьютеров).
- В Испании (по состоянию на 2008 год) разворачивается программа по оснащению учебных заведений более чем 400 тысячами компьютерных систем с Ubuntu[100].
- В Google работники до 2017 года использовали ОС под названием Goobuntu в качестве рабочей — модифицированный дистрибутив[101].
- Ubuntu используется в качестве основной операционной системы на серверах проекта «Википедия»[102].
- Серверная версия Ubuntu 12.04 LTS используется в проекте OpenStreetMap в качестве основного сервера базы данных[103].
- На основе Ubuntu выпускается большое количество версий, специально приспособленные к определённому языку (например, русские Runtu, Ubuntu Russian Remix и другие).
- На октябрь 2009 года Ubuntu использовали 12 миллионов пользователей во всём мире[104].
- На май 2010 года компьютерные классы более чем ста финских школ переведены на использование только свободного программного обеспечения, в качестве дистрибутива в школах используется Ubuntu. В настоящий момент в школах под управлением Ubuntu работает несколько тысяч клиентов, несколько сотен из которых работают на ноутбуках[105].
- В мае 2013 года администрация города Мюнхен анонсировала успешное завершение проекта по миграции более 14 тысяч рабочих станций государственных учреждений на Linux и свободное программное обеспечение. Миграция произведена в 51 учреждении в различных районах города. В качестве рабочего дистрибутива используется LiMux, представляющий собой специально адаптированную для использования в муниципальных учреждениях редакцию Ubuntu Linux[106].
- В 2012 году Valve выпустила клиент платформы распространения игр Steam для Ubuntu[107].
- В 2013 году украинский ПриватБанк заявил о внедрении Ubuntu Linux. Корпоративная версия данной системы установлена на 36,5 тыс. компьютеров[108].
- В начале 2016 года на международной выставке MWC 2016 были представлены гаджеты на Ubuntu: смартфон Meizu Pro 5 Ubuntu Edition[109] и планшет BQ M10 Ubuntu Edition.
- 5 ноября 2020 года Canonical объявила о заключении партнерства с российским оператором связи MTC. Облачная инфраструктура МТС будет построена на базе платформы с открытым исходным кодом OpenStack и Linux-дистрибутива Ubuntu

## Слежка за пользователями
В версии 12.10 Canonical интегрировала поиск от Amazon, Ebay, Facebook и ещё нескольких компаний в графическое окружение Unity. Текст, вводимый пользователем в поиск Dash, автоматически отправлялся на серверы этих компаний и использовался в целях подбора рекламных объявлений. В связи с этим Ричард Столлман посоветовал отказаться от использования этого дистрибутива и не рекомендовать его другим. Был создан сайт fixubuntu.com с инструкциями по отключению слежки, который подвергался давлению со стороны Canonical. Компания потребовала удалить торговую марку Ubuntu и логотип с сайта и из доменного имени.
Начиная с версии 18.04, поиск в Интернете не устанавливается автоматически.

## Статьи
- Андрей Квятковский. Владимир Крюков: «Ubuntu — операционная система, не подверженная вирусной угрозе». technoportal.ua. Дата обращения: 18 сентября 2016.
- Валерий Коржов. Подружиться с Ubuntu. osp.ru (25 июня 2008). Дата обращения: 18 сентября 2016.
- Нейл Ботвик. Ubuntu — 10! // Linux Format. — 2014. — Декабрь (№ 12 (190)). — С. 46—49.